# Liste der Biografien/Schum
Liste der Biografien |
Portal Biografien |
Personensuche
# |
A |
B |
C |
D |
E |
F |
G |
H |
I |
J |
K |
L |
M |
N |
O |
P |
Q |
R |
S |
T |
U |
V |
W |
X |
Y |
Z |
?
 
Sa |
Sb |
Sc |
Sd |
Se |
Sf |
Sg |
Sh |
Si |
Sj |
Sk |
Sl |
Sm |
Sn |
So |
Sp |
Sq |
Sr |
Ss |
St |
Su |
Sv |
Sw |
Sy |
Sz
 
Sca–Sce |
Sch |
Sci–Scz
 
Scha |
Schc |
Schd |
Sche |
Schg |
Schi |
Schj |
Schk |
Schl |
Schm |
Schn |
Scho |
Schp |
Schr |
Schs |
Scht |
Schu |
Schv |
Schw |
Schy
 
Schua |
Schub |
Schuc |
Schud |
Schue |
Schuf |
Schug |
Schuh |
Schui |
Schuk |
Schul |
Schum |
Schun |
Schuo |
Schup |
Schuq |
Schur |
Schus |
Schut |
Schuu |
Schuv |
Schuw |
Schuy |
Schuz
Die Liste der Biografien führt alle Personen auf, die in der deutschsprachigen Wikipedia einen Artikel haben. Dieses ist eine Teilliste mit 537 Einträgen von Personen, deren Namen mit den Buchstaben „Schum“ beginnt.

## Schum
- Schum, Gerry (1938–1973), deutscher Videokünstler
- Schum, Wesley (1921–2015), amerikanischer HF-Ingenieur und Firmengründer
- Schum, Wilhelm (1846–1892), deutscher Historiker und Hochschullehrer

### Schuma

#### Schumab
- Schumabai, Maghschan (1893–1938), kasachischer Dichter und Schriftsteller
- Schumabajew, Absal (* 1986), kasachischer Fußballspieler
- Schumabajew, Rinat (* 1989), kasachischer Schachspieler
- Schumabekow, Bolat (* 1972), kasachischer Politiker
- Schumabekow, Maxim Konakbajewitsch (* 1999), russischer Fußballspieler
- Schumabekow, Ongalsyn (* 1948), kasachischer Jurist und Politiker

#### Schumac
- Schumacher Griffenfeld, Peder (1635–1699), dänischer Staatsmann
- Schumacher im Himmelrich, Franz Plazid de (1725–1793), Schweizer Naturwissenschaftler und Staatsmann
- Schumacher im Himmelrich, Franz Xaver de (* 1755), Schweizer Luftfahrtpionier und Staatsmann
- Schumacher, Aennchen (1860–1935), „Lindenwirtin“ in Bad GodesbergAennchen Schumacher (1860–1935)

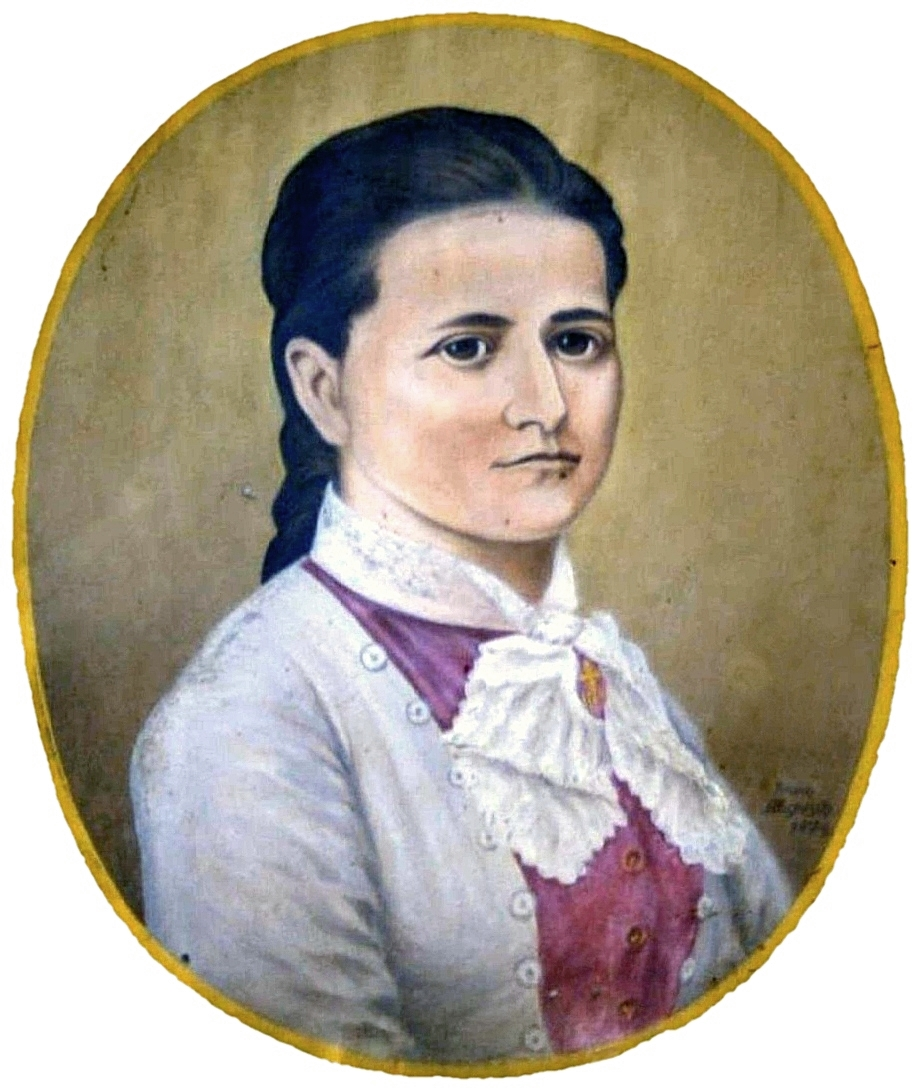
Aennchen Schumacher (1860–1935)

- Schumacher, Albert (1802–1871), deutsch-amerikanischer Kaufmann, Ehrenbürger von Bremen
- Schumacher, Albert (1844–1913), österreichischer Arzt und Kommunalpolitiker, Landeshauptmann von Salzburg
- Schumacher, Alois (1839–1910), österreichischer Baumeister
- Schumacher, André (* 1974), deutscher Fotograf und Autor
- Schumacher, Andrea (* 1967), deutsche Filmeditorin, Drehbuchautorin und Filmemacherin
- Schumacher, Andreas (1726–1790), dänischer Beamter und Diplomat
- Schumacher, Andreas (1803–1868), österreichischer Schriftsteller, Journalist und Übersetzer
- Schumacher, Andy, deutscher Rock-Schlagzeuger und Kleindarsteller
- Schumacher, Anna (* 1980), deutsche Schauspielerin
- Schumacher, Anni (* 1988), deutsche Beachvolleyballspielerin
- Schumacher, Arnulf (* 1940), deutscher Schauspieler
- Schumacher, Augustina (1887–1945), Ordensgründerin der Nazarethschwestern vom heiligen Franziskus
- Schumacher, Beat (* 1964), Schweizer Radrennfahrer
- Schumacher, Beatrice (* 1963), Schweizer Historikerin
- Schumacher, Bernard (1872–1932), deutscher Maler, Zeichner und Radierer
- Schumacher, Bernd (* 1960), deutscher TV-Produzent und Medienunternehmer
- Schumacher, Bernd (* 1961), deutscher Moderator-Reporter-Producer
- Schumacher, Brad (* 1974), US-amerikanischer Schwimmer
- Schumacher, Bruno (1879–1957), deutscher Gymnasial- und Hochschullehrer, Historiker Ost- und Westpreußens
- Schumacher, Carl (1799–1854), deutscher Richter und Politiker, Landtagsabgeordneter Waldeck
- Schumacher, Carl Georg (1797–1869), deutscher Maler, Radierer und Lithograf
- Schumacher, Carl-Alfred (1896–1967), deutscher Luftwaffenoffizier und Jagdflieger, deutscher Politiker (GB), MdL
- Schumacher, Charlie (* 1939), Schweizer Posaunist
- Schumacher, Christian (* 1964), deutscher Regisseur und Drehbuchautor
- Schumacher, Christina (* 1967), Schweizer Soziologin und Dozentin
- Schumacher, Claudia (* 1986), deutsche Journalistin und Schriftstellerin
- Schumacher, Constantin (* 1976), rumänischer Fußballspieler und -trainer
- Schumacher, Cora (* 1976), deutsches Model und Teilnehmerin an Reality-FernsehsendungenCora Schumacher (* 1976)

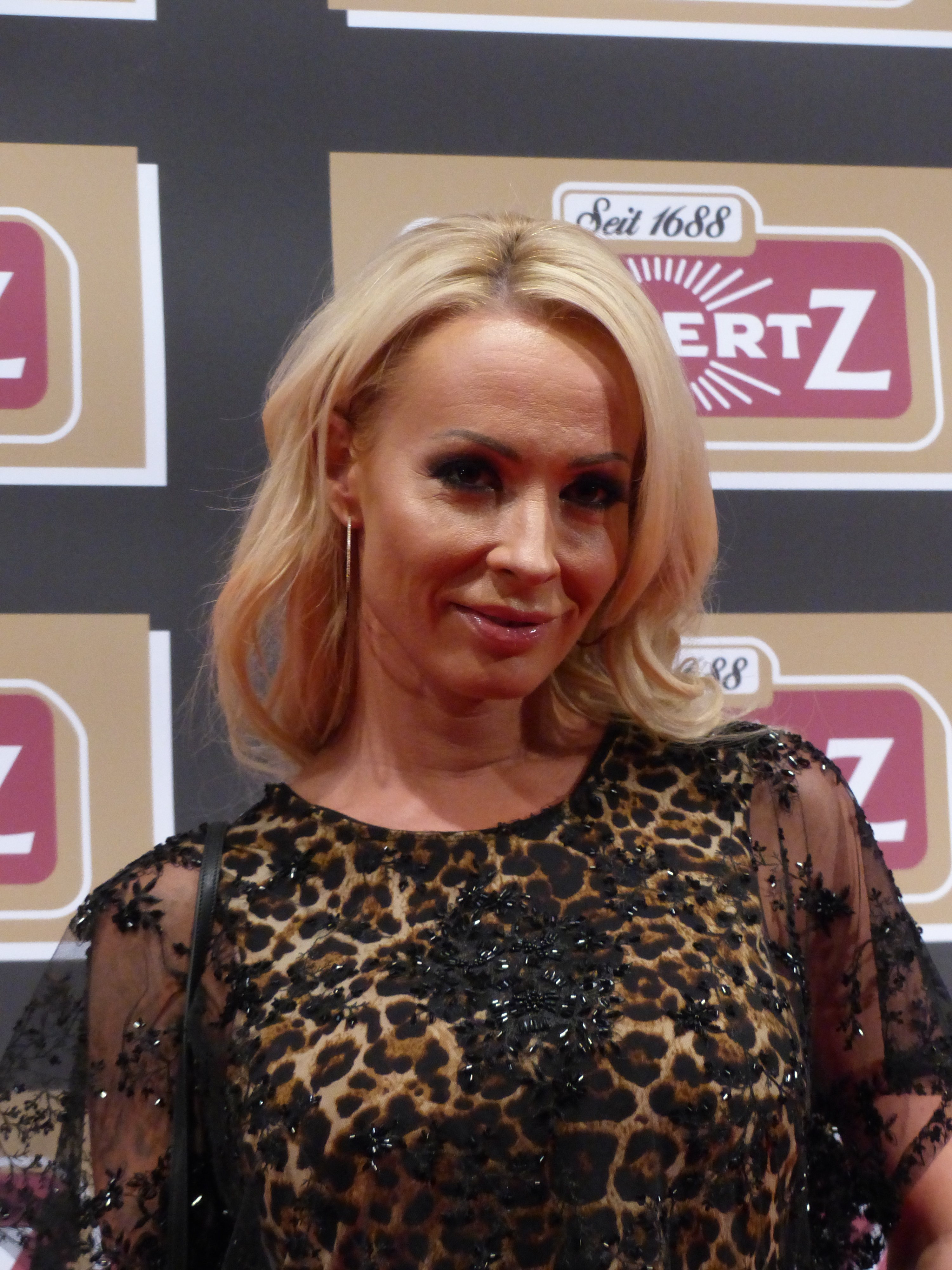
Cora Schumacher (* 1976)

- Schumacher, Cori (* 1977), US-amerikanische Surferin
- Schumacher, Corinna (* 1969), deutsche Westernreiterin und Ehefrau des ehemaligen Automobilrennfahrers Michael Schumacher
- Schumacher, Dario (* 1993), deutscher Fußballspieler
- Schumacher, David (1931–2022), australischer Ringer
- Schumacher, David (* 1974), US-amerikanischer Jazzmusiker (Saxophon)
- Schumacher, David (* 2001), deutscher AutomobilrennfahrerDavid Schumacher (* 2001)

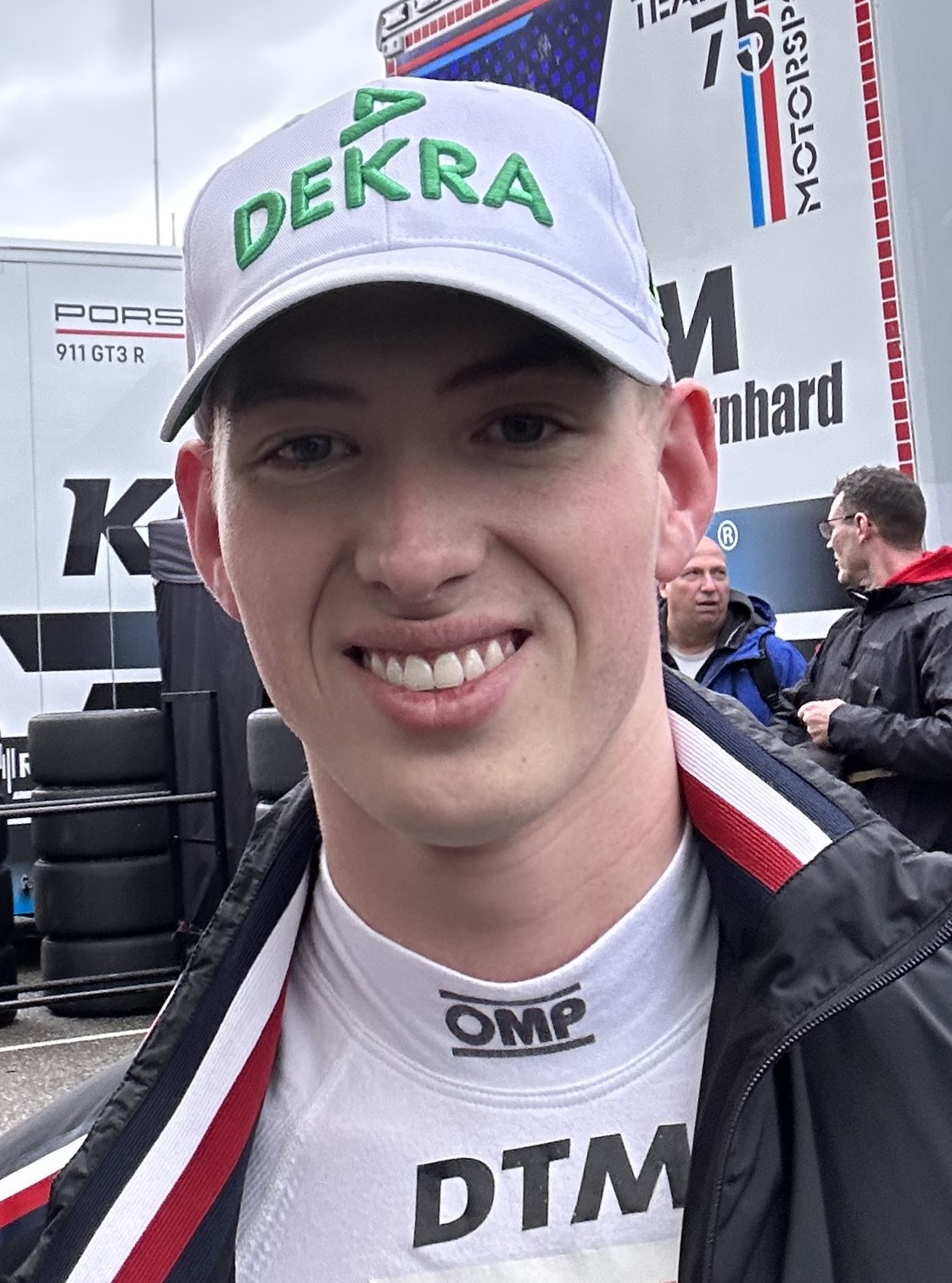
David Schumacher (* 2001)

- Schumacher, Dicky (1863–1933), englischer Fußballschiedsrichter
- Schumacher, Dieter (* 1947), deutscher Fußballspieler
- Schumacher, Dirk (* 1975), deutscher Radiomoderator, Sprecher, Komponist und Autor
- Schumacher, Dorothee (* 1966), deutsche Modeschöpferin und Unternehmerin
- Schumacher, Dustin (* 1991), deutscher Eishockeyspieler
- Schumacher, Eckhard (* 1966), deutscher Literaturwissenschaftler
- Schumacher, Edgar (1897–1967), Schweizer Offizier, Militärpädagoge und Schriftsteller
- Schumacher, Edmund von (1859–1908), Schweizer Politiker
- Schumacher, Elisabeth (1904–1942), deutsche Widerstandskämpferin
- Schumacher, Emil (1912–1999), deutscher Maler
- Schumacher, Erich (1908–1986), deutscher Theaterintendant
- Schumacher, Ernst (1881–1952), deutscher Konteradmiral der Kriegsmarine
- Schumacher, Ernst (1905–1963), deutscher Maler und Grafiker
- Schumacher, Ernst (1921–2012), deutscher Theaterwissenschaftler und Theaterkritiker
- Schumacher, Ernst Friedrich (1911–1977), britischer Ökonom deutscher Herkunft
- Schumacher, Eva-Maria (1935–2009), deutsche Bürgermeisterin (SPD)
- Schumacher, Fabian (* 1987), österreichischer Fußballtorwart und Torwarttrainer
- Schumacher, Felix von (1856–1916), Schweizer Bauingenieur, Konsul und Politiker
- Schumacher, Felix, von (1814–1894), Schweizer General
- Schumacher, Franz (1861–1939), österreichischer Politiker (CSP), Abgeordneter zum Nationalrat
- Schumacher, Friedrich (1884–1975), deutscher Mineraloge und Hochschullehrer
- Schumacher, Friedrich (1905–1993), deutscher Architekt und Bremer Dombaumeister
- Schumacher, Friedrich Wilhelm (1786–1868), preußischer Landrat
- Schumacher, Fritz (1869–1947), deutscher Architekt, Stadtplaner, Baubeamter und HochschullehrerFritz Schumacher (1869–1947)

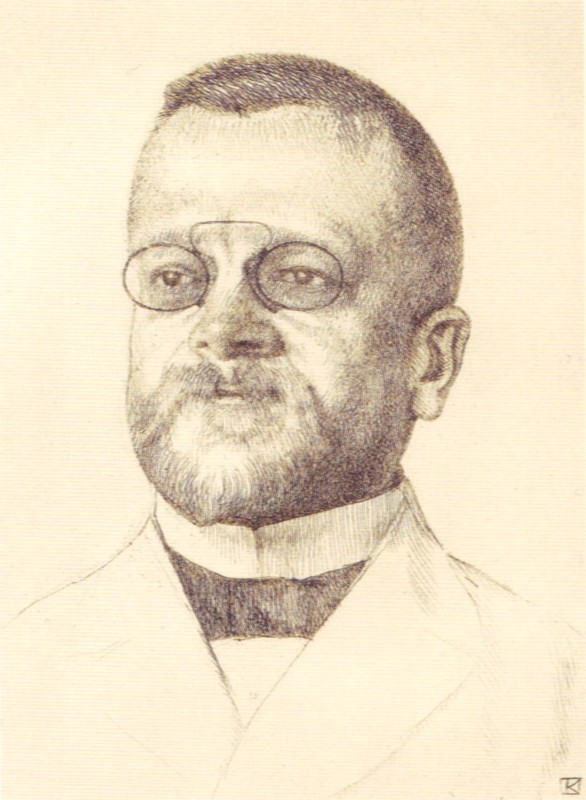
Fritz Schumacher (1869–1947)

- Schumacher, Georg (1803–1877), deutscher Jurist und Bremer Senator
- Schumacher, Georg (1844–1917), deutscher Politiker (SPD), MdR
- Schumacher, Georg (1936–2015), deutscher Kaufmann und Politiker (CDU), MdBB
- Schumacher, Georg (* 1949), deutscher Mathematiker
- Schumacher, Georg Friedrich (1771–1852), deutscher Lehrer
- Schumacher, George A. (1912–2008), US-amerikanischer Neurologe
- Schumacher, Gerda (* 1942), deutsche Badmintonspielerin
- Schumacher, Gert-Horst (1925–2017), deutscher Anatom und Hochschullehrer
- Schumacher, Gottlieb (1857–1925), deutsch-amerikanischer Bauingenieur, Architekt und Amateurarchäologe in Haifa
- Schumacher, Götz (* 1966), deutscher Pianist
- Schumacher, Guido (* 1965), deutscher Judoka
- Schumacher, Günter (* 1964), deutscher Radrennfahrer
- Schumacher, Günther (* 1949), deutscher Radrennfahrer
- Schumacher, Gus (* 2000), US-amerikanischer Skilangläufer
- Schumacher, Hajo (* 1964), deutscher Journalist und AutorHajo Schumacher (* 1964)

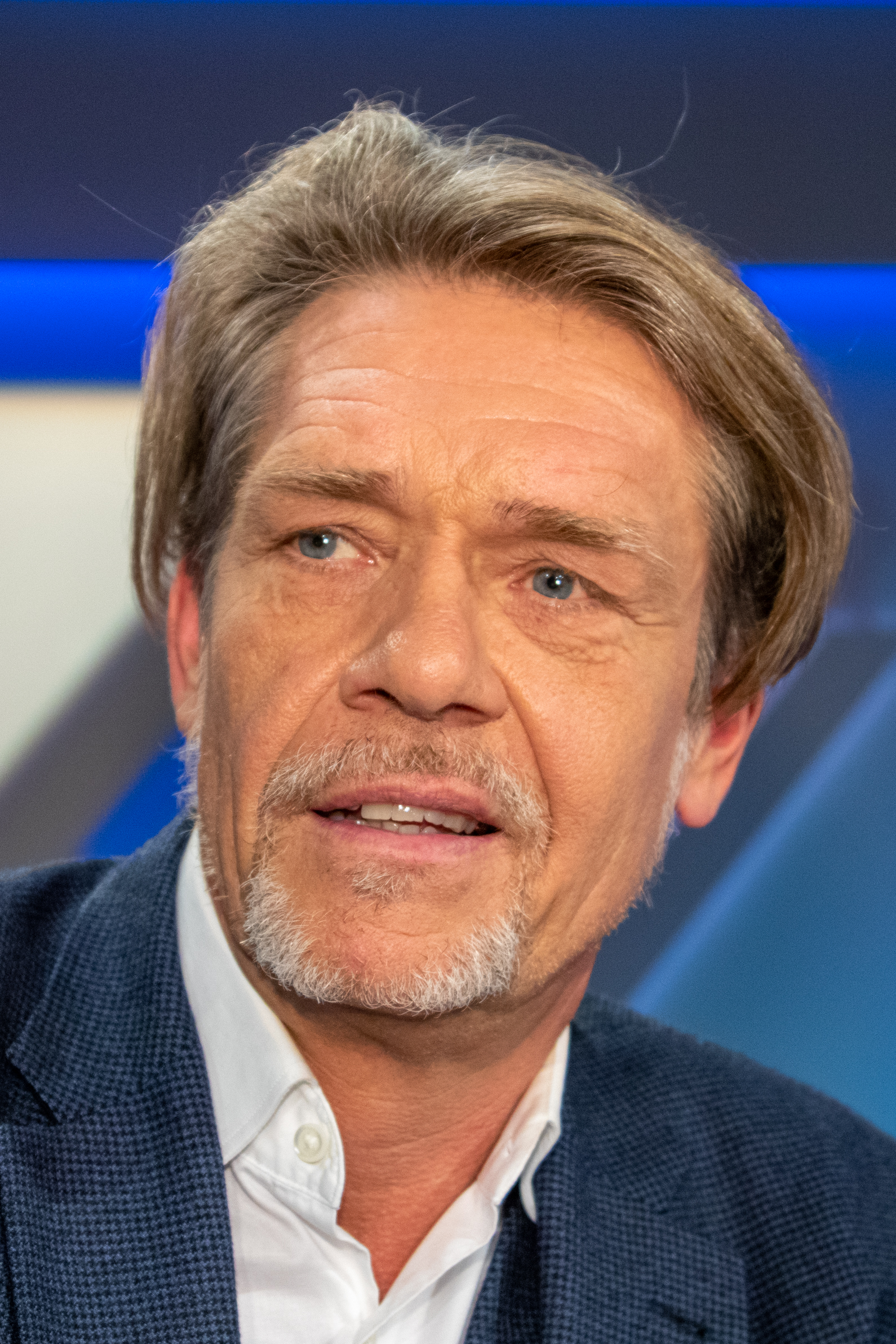
Hajo Schumacher (* 1964)

- Schumacher, Hannes (* 1987), deutscher Schauspieler
- Schumacher, Hanns Heinrich (* 1948), deutscher Diplomat
- Schumacher, Hans (1891–1982), deutscher Architekt
- Schumacher, Hans (1907–1992), deutscher Jurist, Kriminalrat und SS-Sturmbannführer
- Schumacher, Hans (1931–2017), deutscher Germanist, Literaturwissenschaftler und Hochschullehrer
- Schumacher, Hans (* 1941), deutscher Badmintonspieler
- Schumacher, Hans (1945–2000), deutscher Fußballspieler
- Schumacher, Hans-Harald (1920–2008), deutscher Mediziner
- Schumacher, Hans-Jürgen (* 1957), deutscher Journalist und Autor
- Schumacher, Hans-Otto (1950–2024), deutscher Kanute
- Schumacher, Heidemarie (* 1949), deutsche Medienwissenschaftlerin und Romanautorin
- Schumacher, Heiko (* 1982), deutscher Baseballspieler
- Schumacher, Heinfried (* 1953), deutscher Politiker (SPD), MdL
- Schumacher, Heinrich (1883–1949), deutscher katholischer Priester und Theologe, später Universitätsprofessor und Buchautor in USA
- Schumacher, Heinrich (1899–1982), deutscher Politiker (CDU)
- Schumacher, Heinrich (1922–2003), deutscher Politiker (CDU), MdBB
- Schumacher, Heinrich August (1683–1760), deutscher Historiker und Pädagoge
- Schumacher, Heinrich Christian (1780–1850), deutscher Astronom und Geodät
- Schumacher, Heinrich Christian Friedrich (1757–1830), deutscher Botaniker, Mediziner und Malakologe (Weichtierkundler)
- Schumacher, Heinrich Gerhard (1695–1766), deutscher Hochschullehrer und Bremer Bürgermeister
- Schumacher, Heinrich Vollrat (1861–1919), deutscher Schriftsteller
- Schumacher, Henri von (* 1931), Schweizer Pädagoge, Psychologe, Künstler und Schriftsteller
- Schumacher, Hermann (1868–1952), deutscher Nationalökonom und Hochschullehrer
- Schumacher, Hermann Albert (1839–1890), deutscher Jurist und Historiker, MdBB
- Schumacher, Hildegard (1925–2003), deutsche Kinderbuchautorin
- Schumacher, Horst (1955–2023), deutscher Landschaftsarchitekt und Gartenhistoriker
- Schumacher, Hubert (1896–1961), luxemburgischer Architekt, Urbanist und Maler
- Schumacher, Hubertus (* 1952), österreichischer Jurist
- Schumacher, Ida (1894–1956), bayerische Komödiantin
- Schumacher, Ingeborg (1936–2008), deutsche Schauspielerin
- Schumacher, Irma (1925–2014), niederländische Schwimmerin
- Schumacher, Isak Hermann Albrecht (1780–1853), Bremer Jurist, Senator und Bürgermeister
- Schumacher, Israel (1908–1961), polnisch-israelischer Schauspieler
- Schumacher, Jacques (* 1933), niederländischer Fotograf
- Schumacher, Jane (* 1988), deutsch-dänische Handballspielerin
- Schumacher, Jean-Pierre (1924–2021), französischer Ordensgeistlicher
- Schumacher, Jens (* 1963), deutscher Fußballspieler
- Schumacher, Jens (* 1974), deutscher Autor
- Schumacher, Joachim (1904–1984), deutscher Autor
- Schumacher, Joachim (* 1950), deutscher Fotograf
- Schumacher, Joel (1939–2020), US-amerikanischer Regisseur, Drehbuchautor und ProduzentJoel Schumacher (1939–2020)

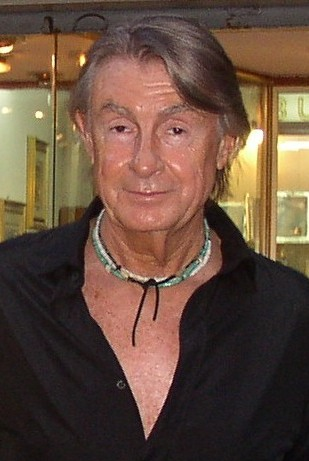
Joel Schumacher (1939–2020)

- Schumacher, Johann Daniel (1690–1761), Elsässer Bibliothekar und Akademiesekretär in Sankt Petersburg
- Schumacher, Johann Jakob (1701–1767), elsässisch-russischer Architekt des Barock
- Schumacher, Johann Ludwig (1796–1855), deutscher Fiskalbeamter und Parlamentarier
- Schumacher, Jörg (* 1959), deutscher Manager
- Schumacher, Josef (1841–1904), deutscher Staatsanwalt und Parlamentarier
- Schumacher, Josef (1894–1971), österreichischer Beamter
- Schumacher, Josef Anton (1677–1735), Zuger Stabführer und Landammann
- Schumacher, Joseph (1902–1966), deutscher Mediziner und Medizinhistoriker
- Schumacher, Joseph (1934–2020), deutscher katholischer Priester und Hochschullehrer
- Schumacher, Joseph Anton (1773–1851), Schweizer, Staatsmann und Militär, Ritter des St.Ludwigsorden
- Schumacher, Joseph Gaspard (1776–1847), Schweizer Militär, Ritter des St. Ludwigsordens und der Ehrenlegion
- Schumacher, Julius (1827–1902), deutscher Unternehmer und Kommunalpolitiker in Wermelskirchen sowie Ehrenbürger von Burg an der Wupper
- Schumacher, Kai (* 1979), deutscher Pianist
- Schumacher, Karin (* 1950), österreichisch-deutsche Musiktherapeutin
- Schumacher, Karl (1860–1934), deutscher Archäologe und Museumsleiter
- Schumacher, Karl von (1894–1957), Schweizer Diplomat, Schriftsteller und Journalist
- Schumacher, Karlheinz (* 1944), deutscher Geistlicher und Bezirksapostel für die Neuapostolische Kirche in Norddeutschland
- Schumacher, Katja (* 1968), deutsche Triathletin und Ironman-Siegerin
- Schumacher, Katrin (* 1974), deutsche Literaturwissenschaftlerin und Journalistin
- Schumacher, Kevin (* 1997), deutscher Fußballspieler
- Schumacher, Klaus (1937–2010), deutscher Kommunalpolitiker
- Schumacher, Klaus (* 1957), deutscher Kommunalpolitiker
- Schumacher, Klaus (* 1965), deutscher Theaterregisseur
- Schumacher, Konrad Daniel (1736–1806), deutscher lutherischer Geistlicher, Generalsuperintendent
- Schumacher, Kurt (1895–1952), deutscher Politiker (SPD), MdR, MdBKurt Schumacher (1895–1952)

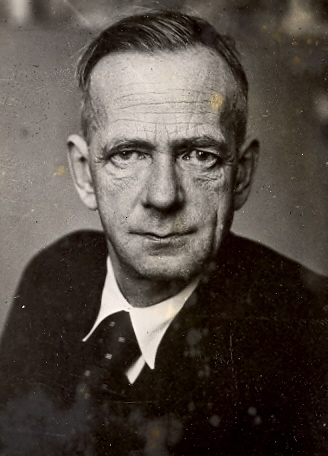
Kurt Schumacher (1895–1952)

- Schumacher, Kurt (1905–1942), deutscher Bildhauer und kommunistischer Widerstandskämpfer
- Schumacher, Kurt (* 1963), deutscher Komponist und Publizist
- Schumacher, Laura-Jo (* 1976), deutsche Theater- und Film- und Fernseh-Schauspielerin, Theaterregisseurin und Filmproduzentin
- Schumacher, Leonhard (* 1944), deutscher Althistoriker
- Schumacher, Liane, deutsche Fußballspielerin
- Schumacher, Lorenz Plazid (1735–1764), Verschwörer, hingerichtet
- Schumacher, Ludwig (1594–1639), Schweizer, Staatsmann und Militär
- Schumacher, Lutz (* 1968), deutscher Journalist
- Schumacher, Mandy (* 1976), deutsche Politikerin (SPD), Bürgermeisterin der Hansestadt Gardelegen
- Schumacher, Manfred (1926–1977), deutscher Politiker (SPD), MdL
- Schumacher, Manfred (* 1938), deutscher Apotheker und Kommunalpolitiker
- Schumacher, Marcel (* 1976), deutscher Kunsthistoriker, Kurator und Autor
- Schumacher, Maren (* 1966), deutsche Schauspielerin
- Schumacher, Marguerita (* 1982), deutsche Schauspielerin
- Schumacher, Martin (1937–2024), deutscher Physiker
- Schumacher, Martin (* 1939), deutscher Historiker
- Schumacher, Martin (* 1945), deutscher Politiker (FDP), MdL
- Schumacher, Martin (* 1950), deutscher Statistiker
- Schumacher, Martin (1971–1989), deutscher Maler und Grafiker
- Schumacher, Mathias (1893–1966), deutscher Bildhauer
- Schumacher, Meinolf (* 1954), deutscher Literaturwissenschaftler, Germanist und Mediävist
- Schumacher, Michael (* 1961), US-amerikanischer Choreograph, Balletttänzer und -lehrer
- Schumacher, Michael (* 1969), deutscher Automobilrennfahrer und siebenmaliger Formel-1-WeltmeisterMichael Schumacher (* 1969)

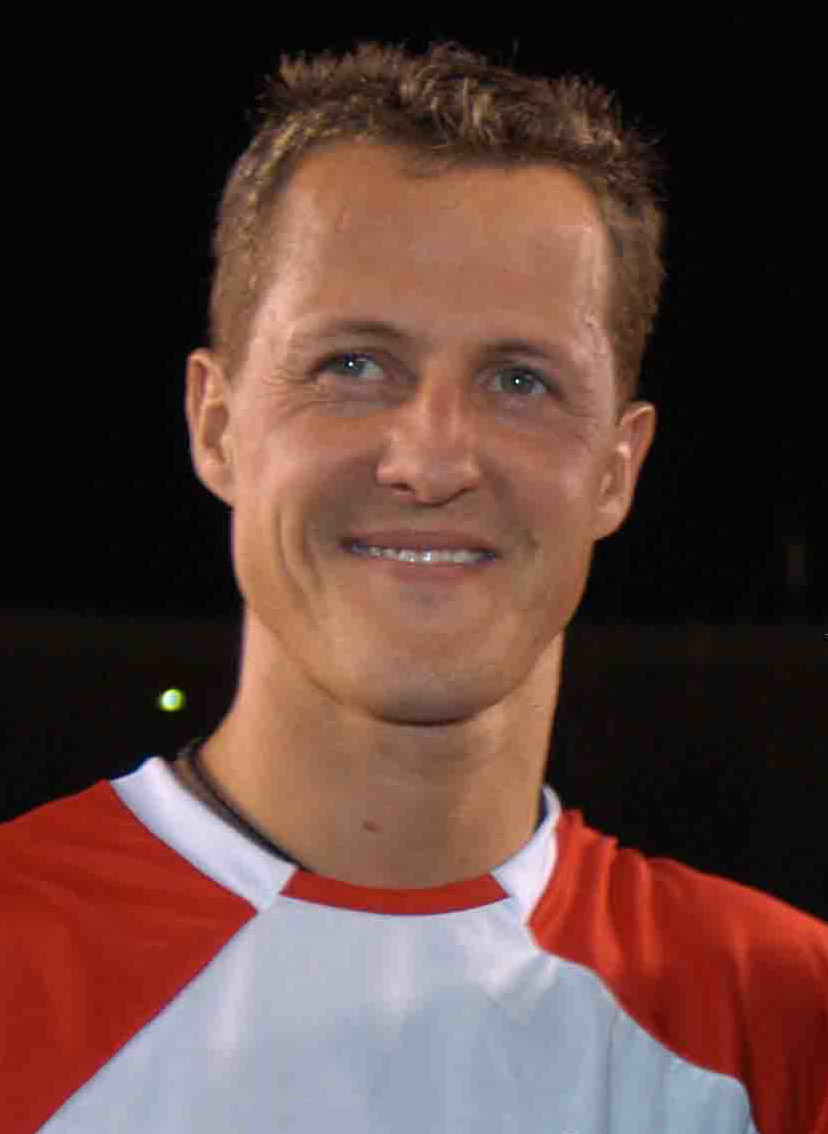
Michael Schumacher (* 1969)

- Schumacher, Michael Fritz (* 1982), deutscher Schauspieler
- Schumacher, Mick (* 1999), deutscher Automobilrennfahrer
- Schumacher, Nicole (* 1979), deutsche Fußballschiedsrichterin
- Schumacher, Oliver (* 1961), deutscher Journalist und politischer Beamter
- Schumacher, Oliver (* 1973), deutscher Verkaufstrainer, Vortragsredner und Autor
- Schumacher, Pascal (* 1979), luxemburgischer Vibraphonist, Jazz-Komponist und Bandleader
- Schumacher, Patrik (* 1961), deutscher Architekt, Hochschullehrer und Architekturtheoretiker
- Schumacher, Paul († 1927), deutscher Eisenbahningenieur
- Schumacher, Peter (* 1864), deutscher Bildhauer
- Schumacher, Peter (* 1885), deutscher Politiker (Zentrum), MdL
- Schumacher, Petra B., deutsche Sprachwissenschaftlerin
- Schumacher, Philipp (1866–1940), österreichischer Kunstmaler
- Schumacher, Philipp (* 1979), deutscher Eishockeyspieler
- Schumacher, Ralf (* 1975), deutscher AutomobilrennfahrerRalf Schumacher (* 1975)

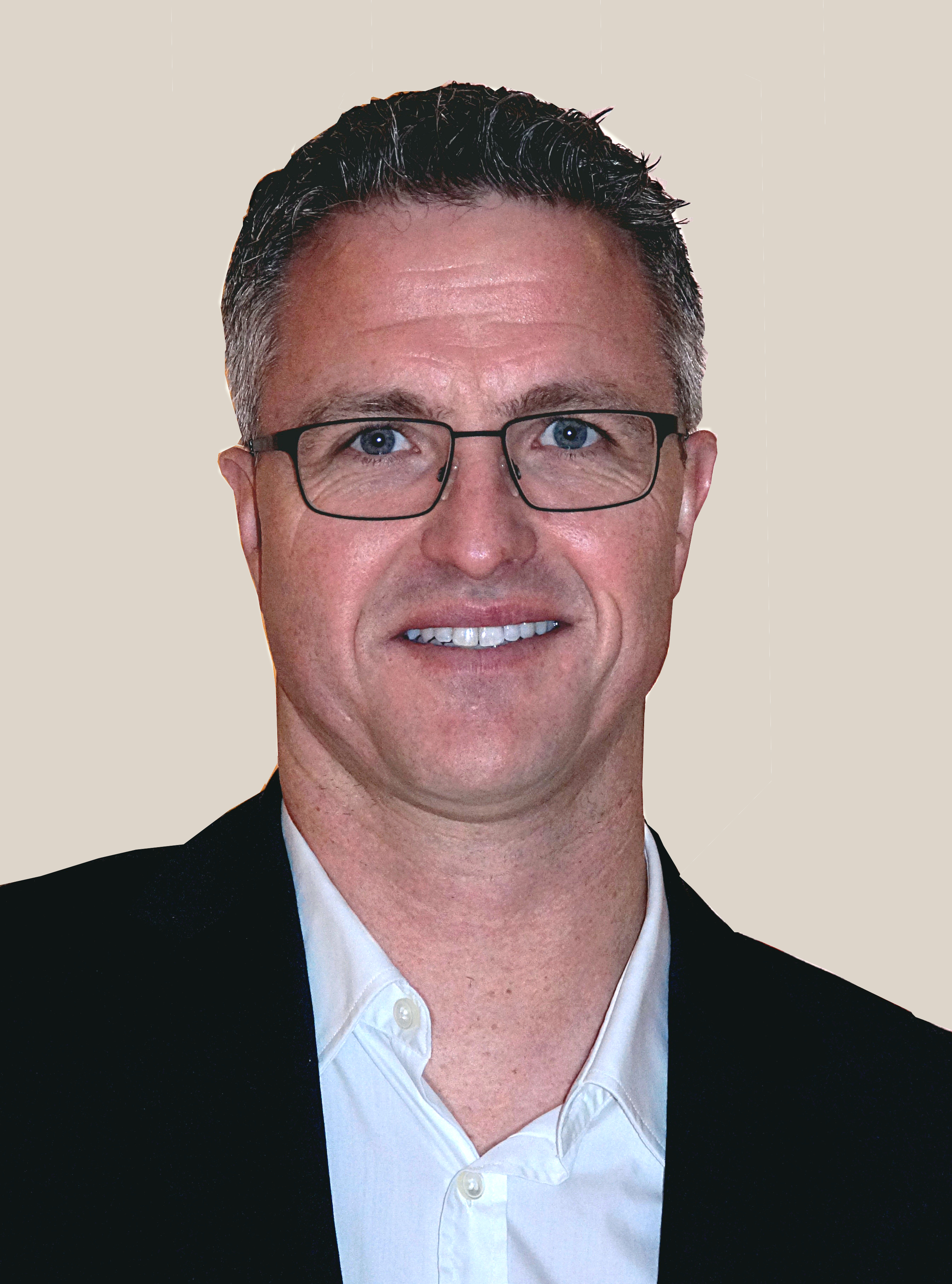
Ralf Schumacher (* 1975)

- Schumacher, Ralph (* 1964), deutscher Philosoph
- Schumacher, Rita (* 2000), deutsche Fußballspielerin
- Schumacher, Robert (1804–1887), deutscher Jurist und Politiker, Landtagsabgeordneter Waldeck
- Schumacher, Robert (1936–1995), deutscher Politiker (SPD), MdL
- Schumacher, Rolf (* 1943), deutscher Diplomat
- Schumacher, Rolf (* 1959), Schweizer Dirigent
- Schumacher, Rolf (* 1961), deutscher Kommunalpolitiker
- Schumacher, Rolf (* 1965), deutscher Ministerialdirektor
- Schumacher, Rudolf (1908–2011), deutscher Geräteturner
- Schumacher, Samuel (1664–1701), Schweizer evangelischer Geistlicher und Pietist
- Schumacher, Sandra (* 1966), deutsche Radrennfahrerin
- Schumacher, Siegfried (1926–2018), deutscher Kinderbuchautor
- Schumacher, Sören (* 1976), deutscher Politiker (SPD), MdHB
- Schumacher, Stefan (* 1981), deutscher RadrennfahrerStefan Schumacher (* 1981)

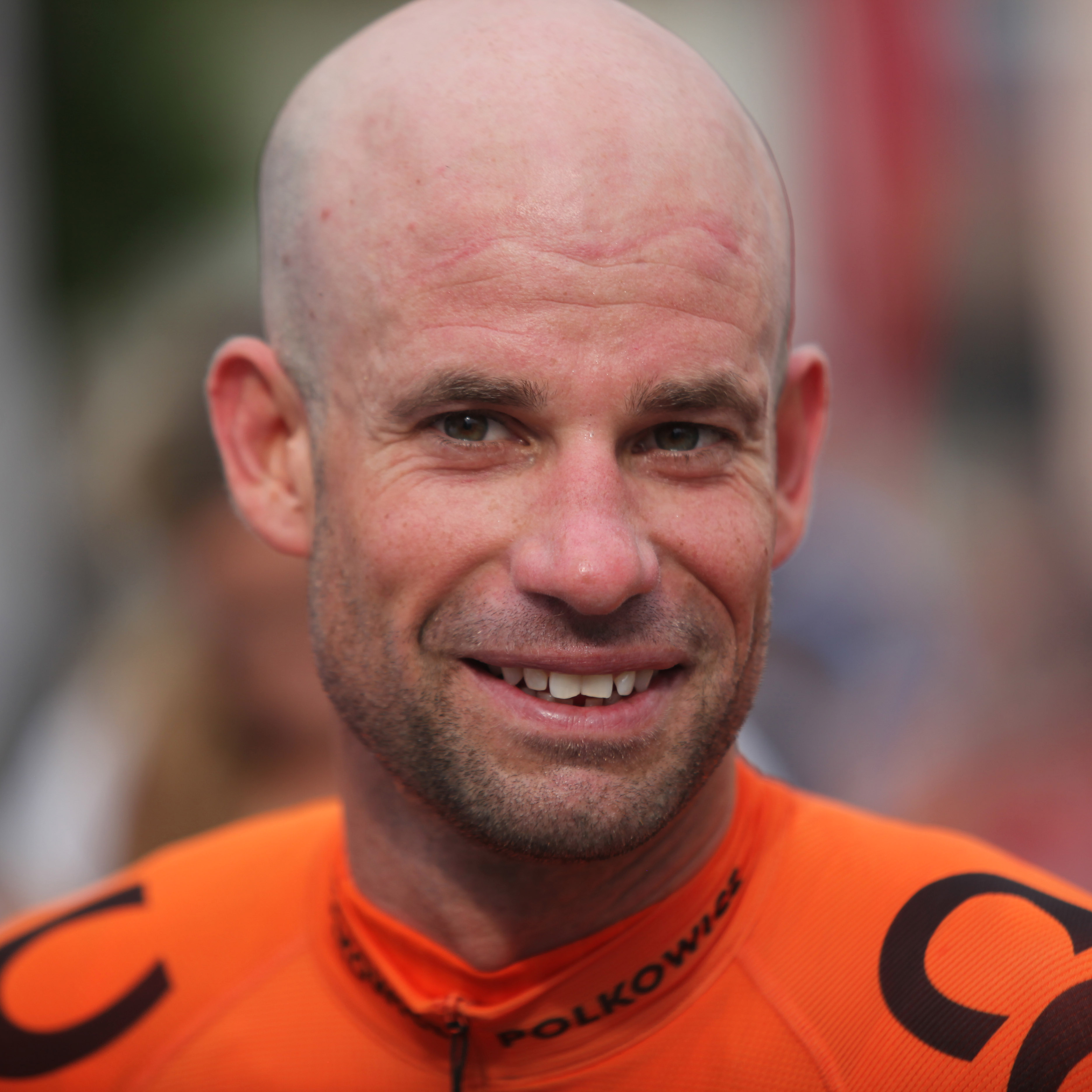
Stefan Schumacher (* 1981)

- Schumacher, Stefanie (* 1976), deutsche klassische Akkordeonistin
- Schumacher, Thiago (* 1986), brasilianischer Fußballspieler deutscher Abstammung
- Schumacher, Thomas (* 1959), Sozialpädagoge und Hochschullehrer
- Schumacher, Thomas (* 1966), römisch-katholischer Theologe und Hochschullehrer
- Schumacher, Thomas (* 1972), deutscher Produzent elektronischer Tanzmusik
- Schumacher, Thomas (* 1983), deutscher Schauspieler
- Schumacher, Till (* 1997), deutscher Fußballspieler
- Schumacher, Tina (* 1978), Schweizer Eishockeyspielerin
- Schumacher, Tom (* 1987), luxemburgischer Basketballspieler
- Schumacher, Ton N. (* 1965), niederländischer Krebsforscher
- Schumacher, Toni (* 1938), deutscher Fußballtorwart
- Schumacher, Toni (* 1954), deutscher FußballtorwartToni Schumacher (* 1954)

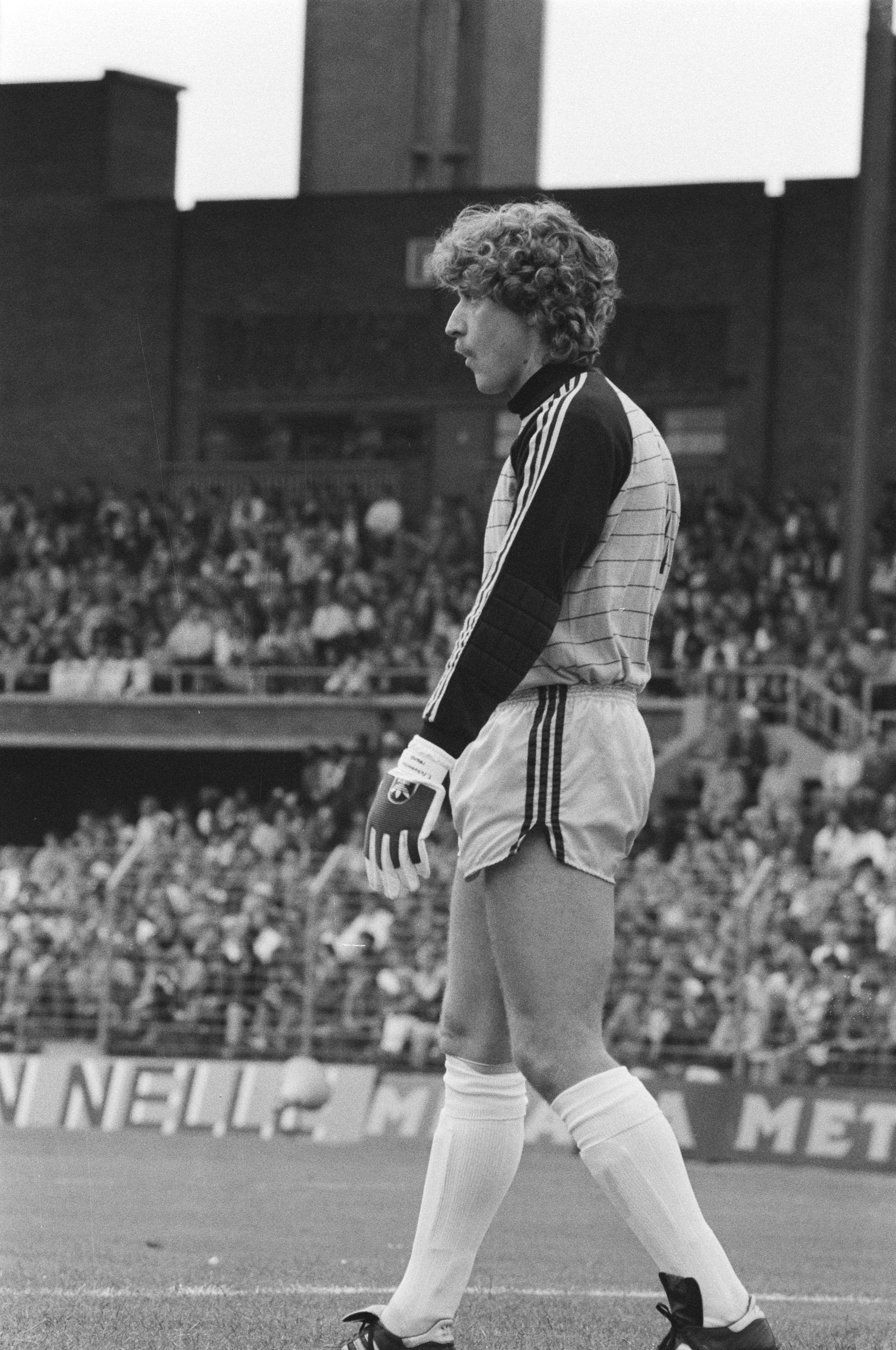
Toni Schumacher (* 1954)

- Schumacher, Tony (1848–1931), deutsche Kinderbuchautorin
- Schumacher, Udo (1956–2024), deutscher Anatom
- Schumacher, Ulrich (1941–2021), deutscher Museumsdirektor und Kunsthistoriker
- Schumacher, Ulrich (* 1958), deutscher Ingenieur und Wirtschaftsmanager
- Schumacher, Ulrike (1951–2003), deutsche Politikwissenschaftlerin
- Schumacher, Ursula (* 1979), römisch-katholische Theologin
- Schumacher, Walter (1901–1976), deutscher Botaniker und Hochschullehrer
- Schumacher, Walter (* 1926), deutscher Fußballspieler
- Schumacher, Walter (* 1950), deutscher Politiker (SPD), Staatssekretär in Rheinland-Pfalz
- Schumacher, Walter Nikolaus (1913–2004), deutscher Christlicher Archäologe und Kunsthistoriker
- Schumacher, Werner (1921–2004), deutscher Schauspieler
- Schumacher, Werner (1932–1990), deutscher Politiker (CDU), MdL
- Schumacher, Werner (1935–2013), deutscher Fußballtrainer
- Schumacher, Wilhelm (1800–1837), deutscher Schriftsteller und Zeitungsverleger
- Schumacher, Wilhelm (1834–1888), deutscher Acker- und Pflanzenbauwissenschaftler
- Schumacher, Wolfgang (1944–2023), deutscher Biologe und Geobotaniker
- Schumacher, Wolfgang (* 1959), deutscher Politiker (Die Linke), MdL
- Schumacher, Wolrad (1793–1862), deutscher Verwaltungsbeamter und Politiker
- Schumacher-Gebler, Eckehart (1934–2022), deutscher Drucker und Hochschullehrer
- Schumacher-Köhl, Minna (1883–1970), deutsche Oberlehrerin, Politikerin (Zentrum), Publizistin sowie Funktionärin verschiedener katholischer Frauenverbände
- Schumacher-Nager, Felix von (1909–2002), Schweizer Publizist
- Schumacher-Rust, Andreas (* 1981), deutscher Autor und Verleger
- Schumacher-Uttenberg, Josef (1793–1860), Schweizer Jurist, Militär und Politiker (liberal)

#### Schumad
- Schumadilow, Bolat (* 1973), kasachischer Boxer

#### Schumag
- Schumaghalijew, Asqar (* 1972), kasachischer Politiker
- Schumaghalijew, Nikolai (* 1952), kirgisisch-kasachischer Serienmörder und Kannibale
- Schumaghasijew, Nurbergen (* 1990), kasachischer Shorttracker
- Schumaghulow, Baqytschan (* 1953), kasachischer Mathematiker und Politiker

#### Schumah
- Schumaher, Maria Aparecida, brasilianische Erziehungswissenschaftlerin, Autorin und Feministin

#### Schumaj
- Schumajew, Maqsut (* 1977), kasachischer Höhenbergsteiger

#### Schumak
- Schumaker, Bonny L. (* 1953), amerikanische Physikerin und Pilotin
- Schumaker, John G. (1826–1905), US-amerikanischer Jurist und Politiker
- Schumakow, Alexei Wassiljewitsch (* 1948), sowjetischer Ringer
- Schumakow, Sergei Wladislawowitsch (* 1992), russischer Eishockeyspieler

#### Schumal
- Schumalajewa, Lula Isnaurowna (1960–2019), sowjetische bzw. russische Dichterin tschetschenischer Herkunft

#### Schuman
- Schuman, Basilius, deutscher evangelischer Theologe
- Schuman, Erin (* 1963), US-amerikanische Neurobiologin
- Schuman, Fernand (1845–1925), französisch-deutscher Politiker, MdL Elsaß-Lothringen
- Schuman, Robert (1886–1963), französischer Politiker, Mitglied der Nationalversammlung, MdEPRobert Schuman (1886–1963)

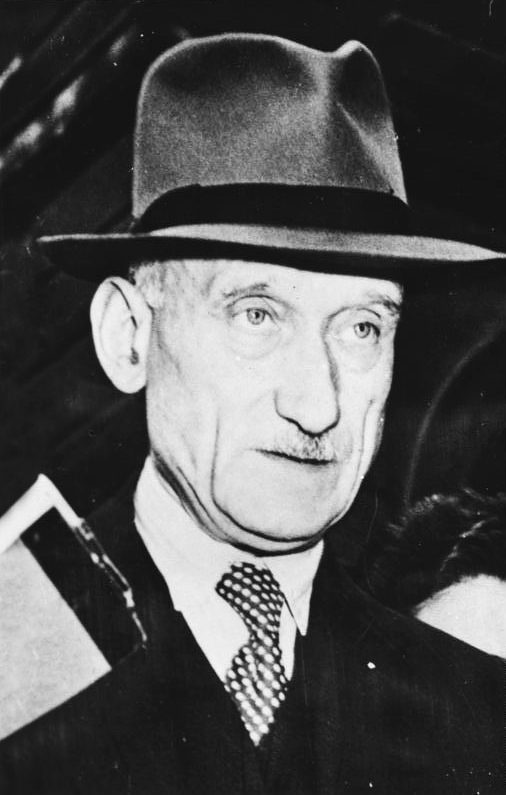
Robert Schuman (1886–1963)

- Schuman, Tom (* 1958), US-amerikanischer Jazz- und Fusion-Pianist
- Schuman, William (1910–1992), US-amerikanischer Komponist
- Schumangharin, Serik (* 1969), kasachischer Politiker
- Schumann, Adolf (1822–1907), sächsischer Generalmajor
- Schumann, Adolf (1838–1895), deutscher Mathematiklehrer
- Schumann, Albert (1835–1897), deutscher Lehrer, Historiker, Geograph und Bibliothekar
- Schumann, Albert (1858–1939), deutscher Dressurreiter und Zirkusdirektor
- Schumann, Albrecht (1911–1999), deutscher Ingenieur
- Schumann, Alfred (1902–1985), deutscher Marineoffizier, zuletzt Flottillenadmiral der Bundesmarine
- Schumann, Andreas (1757–1828), deutscher Pädagoge und Autor
- Schumann, Andreas (* 1952), deutscher Fußballspieler
- Schumann, Andreas (* 1957), deutscher Schauspieler, Theaterregisseur und Dozent
- Schumann, Andreas (* 1962), deutscher Germanist
- Schumann, Andreas (* 1964), deutscher Politiker (CDU), MdL
- Schumann, Anne (* 1966), deutsche Geigerin und Dozentin für Barockmusik
- Schumann, Antoine (1905–1956), französischer Autorennfahrer und Pilot
- Schumann, Arne, deutscher Filmkomponist und Musiker
- Schumann, Arthur (1899–1977), deutscher Nachrichtendienstler und politischer Funktionär (NSDAP)
- Schumann, August (1773–1826), deutscher Buchhändler und Verleger
- Schümann, Bodo (1937–2023), deutscher Pädagoge, Theologe und Politiker (SPD) (MdHB)
- Schumann, Brigitte (* 1946), deutsche Politikerin (Bündnis 90/Die Grünen), MdL
- Schumann, Camillo (1872–1946), deutscher spätromantischer Komponist
- Schumann, Carl (1827–1898), österreichischer Architekt
- Schümann, Carl (1901–1974), deutscher Bildhauer
- Schümann, Carl-Wolfgang (1936–2001), deutscher Kunsthistoriker
- Schumann, Charles (* 1941), deutscher Bar-Betreiber
- Schumann, Christian (1604–1661), deutscher Politiker, Dresdner Ratsherr und Bürgermeister
- Schumann, Christian (1681–1744), deutscher evangelischer Pfarrer und Kirchenlieddichter
- Schumann, Christian (* 1983), deutscher Dirigent
- Schumann, Christiane (1767–1836), Ehefrau von August Schumann und Mutter von Robert Schumann
- Schumann, Christoph (* 1949), deutscher Sportjournalist, -kommentator, Buchautor und Moderator von Großveranstaltungen
- Schumann, Christoph (1969–2013), deutscher Politikwissenschaftler
- Schumann, Clara (1819–1896), deutsche Komponistin und PianistinClara Schumann (1819–1896)

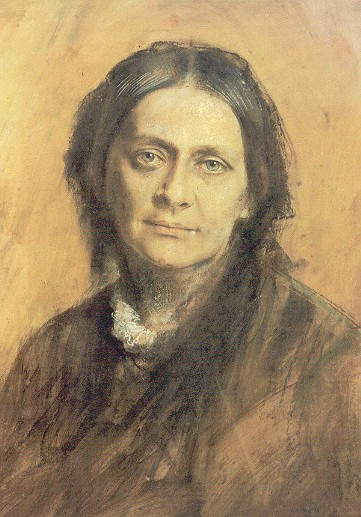
Clara Schumann (1819–1896)

- Schumann, Clemens (1876–1938), deutscher Musiker
- Schumann, Coco (1924–2018), deutscher Jazzmusiker und Gitarrist
- Schumann, Colmar (1844–1912), deutscher Lehrer und Germanist
- Schumann, Conrad (1942–1998), deutscher Grenzflüchtling der Nationalen Volksarmee
- Schumann, Constanze (* 1980), österreichische Filmproduzentin
- Schumann, Damien (* 1987), australischer Beachvolleyballspieler

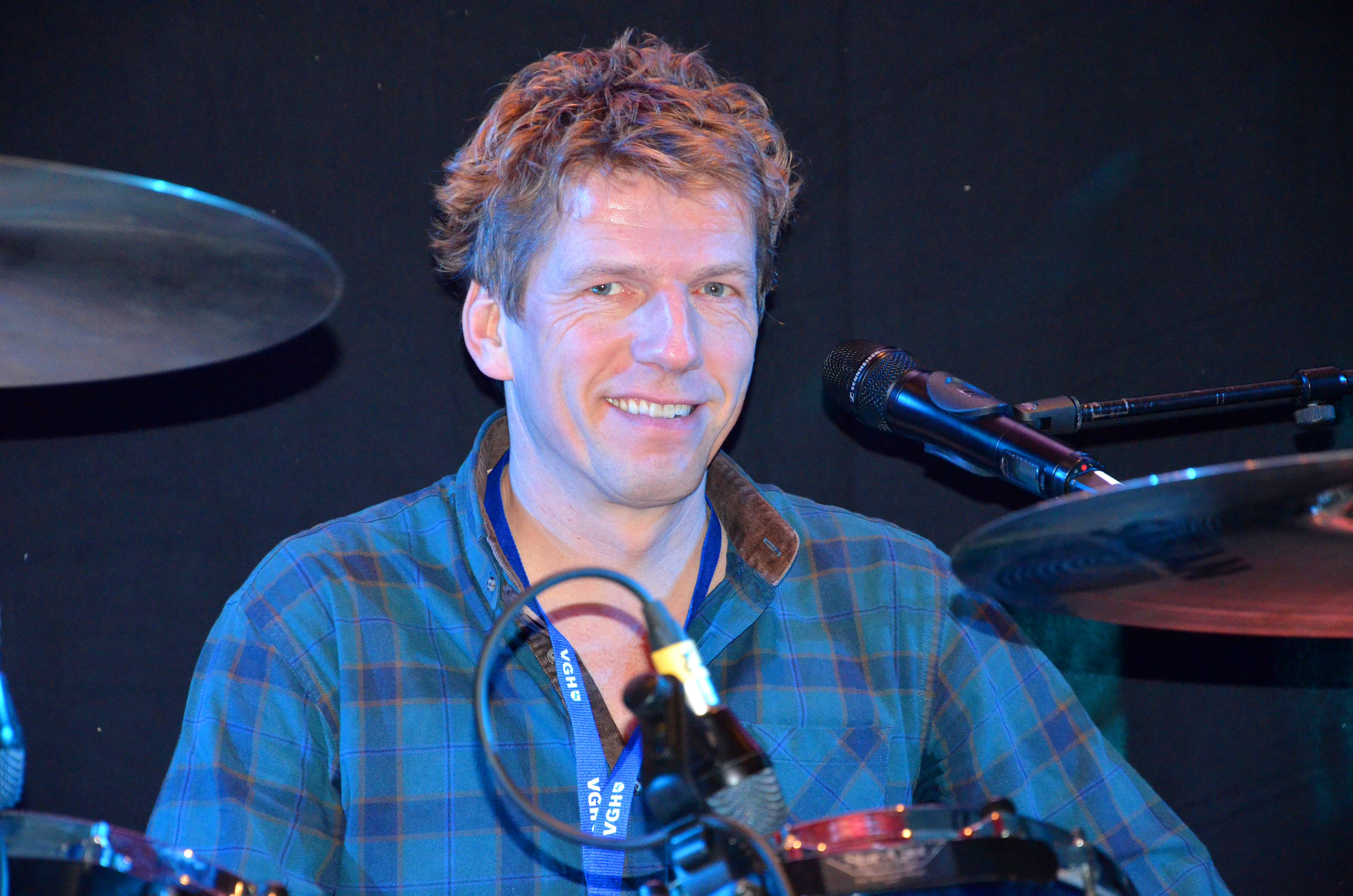
Rainer Schumann (* 1964)

- Schumann, Daniel (* 1977), deutscher Fußballspieler
- Schumann, Daniela (* 1983), deutsche Squashspielerin
- Schumann, Desirée (* 1990), deutsche FußballspielerinDesirée Schumann (* 1990)

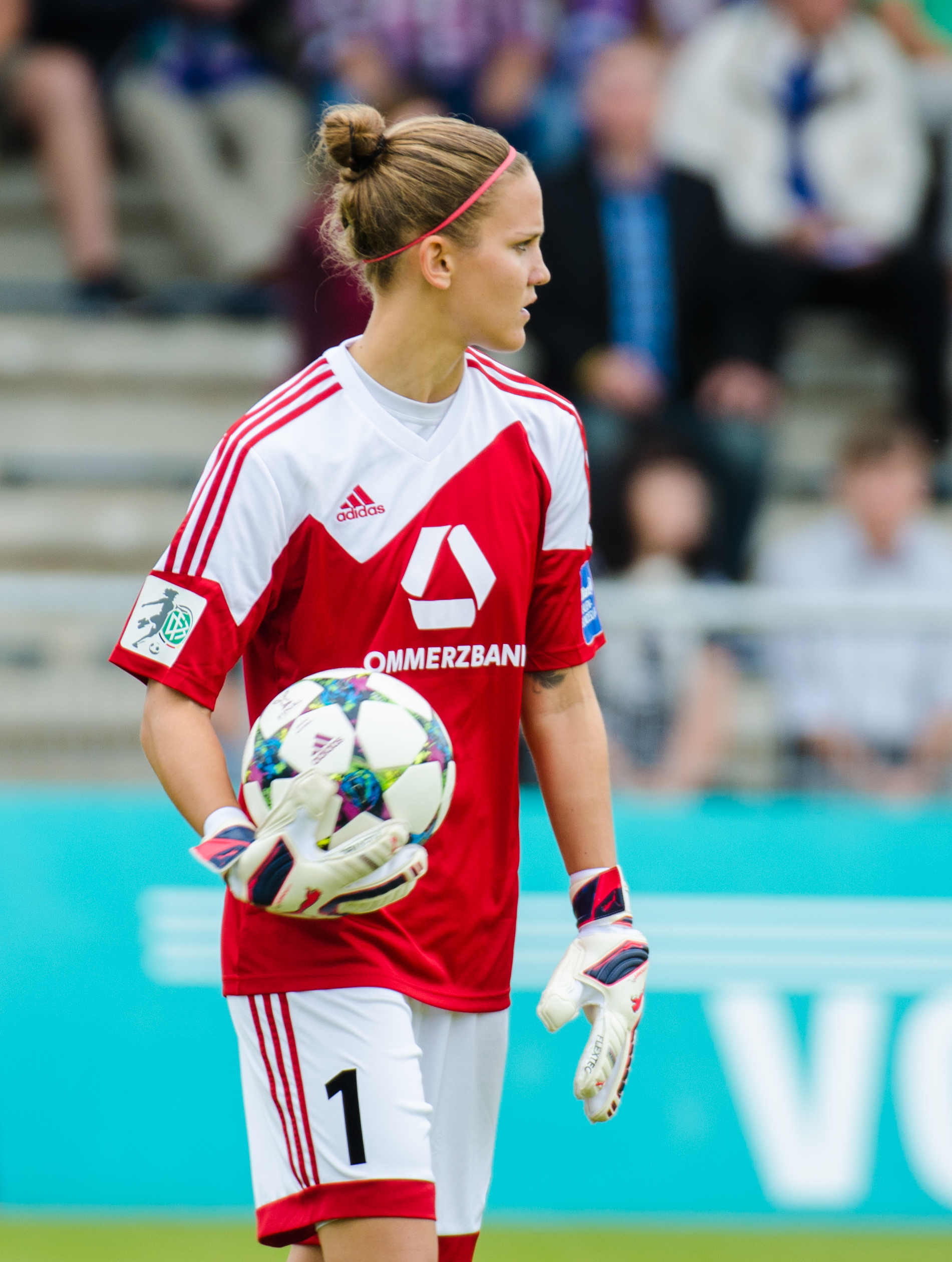
Desirée Schumann (* 1990)

- Schumann, Dieter (* 1935), deutscher Chemiker
- Schumann, Dieter (* 1953), deutscher Dokumentarfilmer
- Schumann, Dietmar (* 1951), deutscher Journalist und Auslandskorrespondent
- Schumann, Dirk (* 1958), deutscher Historiker
- Schumann, Dirk (* 1964), deutscher Kunsthistoriker und Architekturhistoriker
- Schumann, Eberhard (* 1920), deutscher Radiologe und Hochschullehrer
- Schumann, Eduard (1844–1914), deutscher Gymnasiallehrer und Naturforscher
- Schumann, Ekkehard (1931–2024), deutscher Rechtswissenschaftler und Politiker (parteilos)
- Schumann, Elisabeth (1888–1952), deutschamerikanische Opernsängerin, Oratoriensängerin, Kammersängerin (Sopran) und Gesangspädagogin
- Schumann, Elisabeth (1907–1967), deutsche Leichtathletin
- Schumann, Erich (1898–1985), deutscher Physiker, Akustiker, Musikwissenschaftler und Wissenschaftsorganisator im Nationalsozialismus
- Schumann, Erich (1930–2007), deutscher Chefredakteur der Westdeutschen Allgemeinen Zeitung (WAZ)
- Schumann, Erik (1925–2007), deutscher Schauspieler und SynchronsprecherErik Schumann (1925–2007)

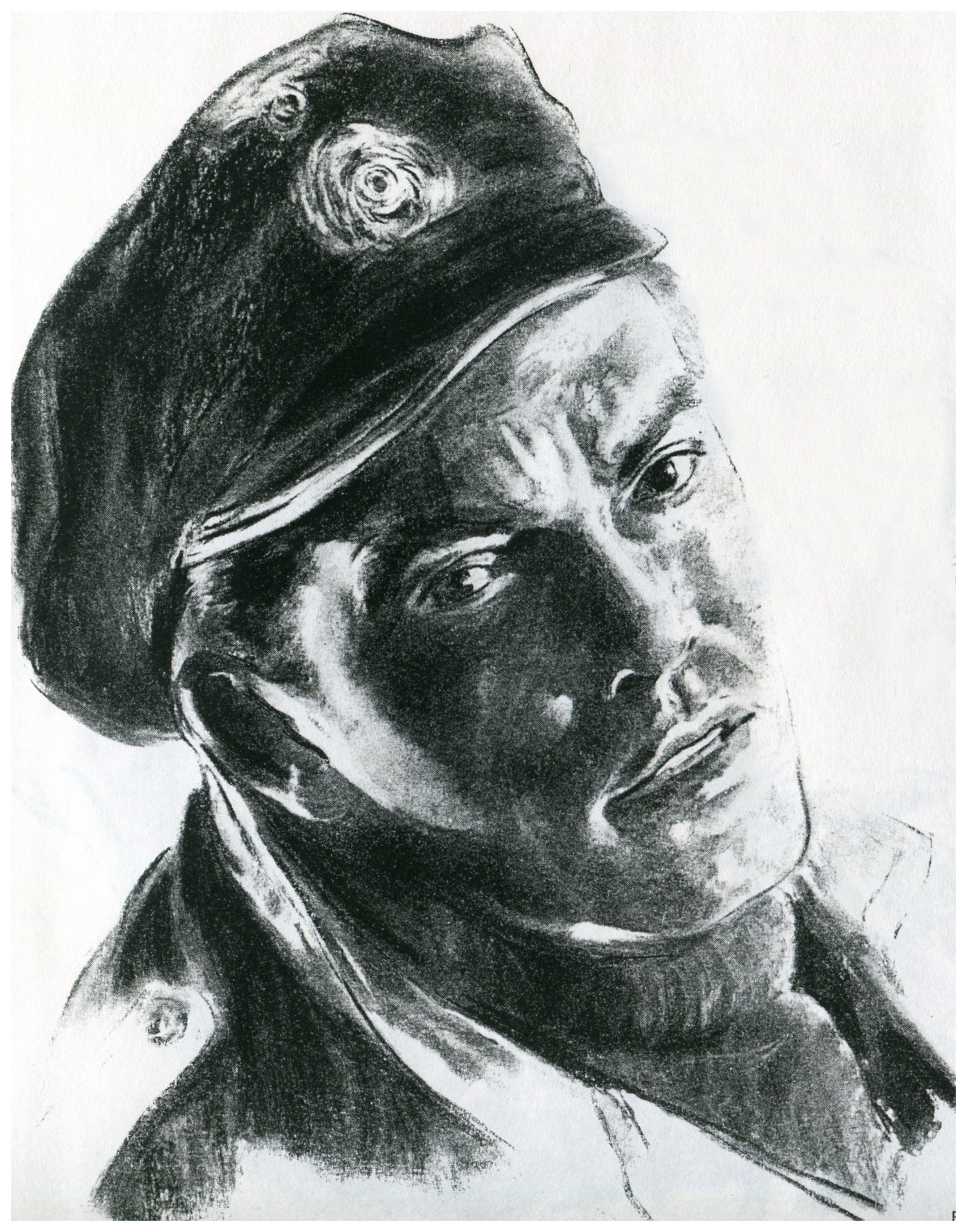
Erik Schumann (1925–2007)

- Schumann, Eugenie (1851–1938), deutsche Pianistin und jüngste Tochter von Clara und Robert Schumann
- Schumann, Eva (1889–1973), deutsche Übersetzerin
- Schumann, Eva (* 1957), deutsche Schriftstellerin und Sachbuchautorin
- Schumann, Eva (* 1967), deutsche Juristin und Rechtshistorikerin
- Schumann, Felix (1854–1879), Sohn von Robert Schumann und Clara Schumann
- Schumann, Felix (* 1982), deutscher Triathlet
- Schümann, Felix (* 1991), deutscher Eishockeyspieler
- Schumann, Frank (* 1951), deutscher Verleger und Publizist
- Schumann, Frank (* 1979), deutscher Handballspieler und -trainer
- Schumann, Franz (1844–1905), deutscher Reichsgerichtsrat und Reichsanwalt
- Schumann, Franz Josef (* 1948), deutscher Kommunalpolitiker und Fußballfunktionär
- Schumann, Frederik (* 2002), deutscher Fußballspieler
- Schumann, Friedrich (1863–1940), deutscher Psychologe
- Schumann, Friedrich (1893–1921), Serienmörder
- Schumann, Friedrich (1893–1945), deutscher Hauptwachtmeister, verurteilter Kriegsverbrecher
- Schumann, Friedrich Karl (1886–1960), deutscher evangelischer Theologe und Hochschullehrer
- Schumann, Fritz (* 1939), deutscher Önologe
- Schumann, Fritz (* 1948), deutscher Politiker (PDS, Die Linke), MdV, MdB
- Schumann, Fritz (* 1987), deutscher Journalist und Autor
- Schumann, Georg (1866–1952), deutscher Komponist, Pianist, Dirigent, Pädagoge und Direktor der Sing-Akademie zu BerlinGeorg Schumann (1866–1952)

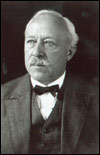
Georg Schumann (1866–1952)

- Schumann, Georg (1886–1945), deutscher Politiker (SPD, KPD), MdR und Widerstandskämpfer
- Schumann, Georg (1898–1959), deutscher Fußballspieler
- Schumann, Gerhard (1911–1995), deutscher Schriftsteller und Dramatiker
- Schumann, Gerhard (1914–1976), deutscher Komponist von E-Musik
- Schumann, Gerhard (1916–1968), deutscher NDPD-Funktionär
- Schumann, Gerhard (1919–1989), deutscher Arzt
- Schumann, Gottfried Ernst (1779–1846), deutscher Rechtswissenschaftler
- Schumann, Gotthilf David (1788–1865), deutscher Apotheker
- Schumann, Gottlob (1860–1929), deutscher Bergwerks-Direktor
- Schumann, Günter (* 1941), deutscher Bildhauer
- Schumann, Günther (1930–2014), deutscher Naturfotograf
- Schumann, Gustav (1851–1897), deutscher Schriftsteller
- Schumann, Gustav (1879–1956), deutscher Politiker (SPD), MdR, MdL
- Schumann, Hans, deutscher Rugbyspieler
- Schumann, Hans (1904–1968), deutscher Motorradrennfahrer
- Schumann, Hans Dietrich (1911–2001), deutscher Chirurg und Urologe; Hochschullehrer in Rostock
- Schumann, Hans Wolfgang (1928–2019), deutscher Diplomat und Indologe
- Schumann, Hans-Gerd (1927–1991), deutscher Politikwissenschaftler und Hochschullehrer
- Schümann, Hans-Joachim (1919–1998), deutscher Pharmakologe
- Schümann, Hans-Otto (1916–2014), deutscher Unternehmer, Segelsportler und -funktionärHans-Otto Schümann (1916–2014)

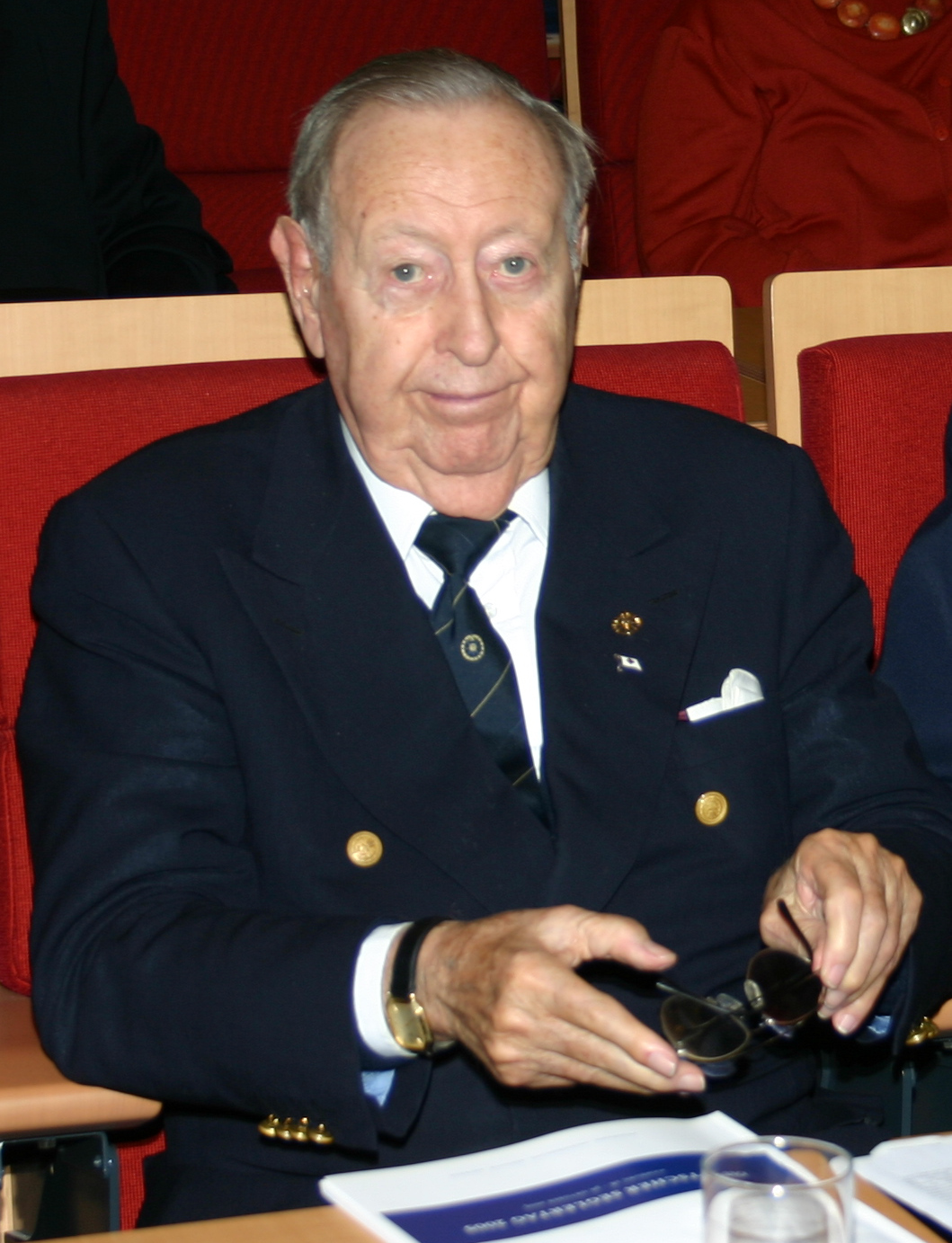
Hans-Otto Schümann (1916–2014)

- Schumann, Harald (* 1957), deutscher Autor und Journalist
- Schumann, Heinrich (1869–1940), deutscher Lehrer und Politiker (SPD), MdHB, Hamburger Senator
- Schumann, Heinrich (1881–1951), deutscher Verwaltungsjurist in Preußen, Landrat in Insterburg
- Schumann, Heinrich Karl (1806–1875), preußischer Generalmajor
- Schumann, Heinz (1922–2003), deutscher Fußballspieler und -trainer
- Schumann, Heinz (1934–2020), deutscher Grafiker, Gebrauchsgrafiker und Schriftgestalter
- Schumann, Heinz (* 1936), deutscher Sprinter
- Schumann, Heinz von (1911–1993), deutscher Organist, Chordirigent, Musikdirektor, Komponist und Gymnasiallehrer
- Schumann, Herbert (1935–2010), deutscher Chemiker
- Schumann, Hermann (1808–1889), deutscher Pastor und Abgeordneter
- Schumann, Hermann (1810–1885), deutscher Weingutbesitzer und nassauischer Abgeordneter
- Schumann, Hermann Albert (* 1842), deutscher Mediziner und Augenarzt in Dresden
- Schumann, Hilmar (1902–2001), deutscher Geologe, Mineraloge und Petrologe
- Schumann, Horst, deutscher Rugbyspieler
- Schumann, Horst (1906–1983), deutscher Arzt, an der Aktion T4 sowie an Menschenversuchen im KZ Auschwitz beteiligt
- Schumann, Horst (1924–1993), deutscher Politiker (SED), MdVHorst Schumann (1924–1993)

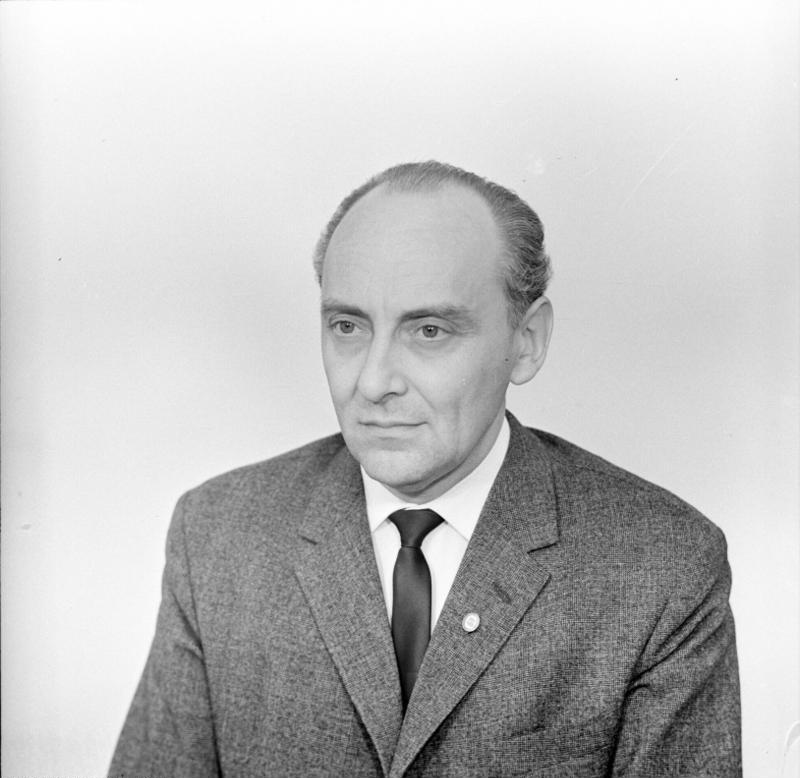
Horst Schumann (1924–1993)

- Schumann, Horst (1929–2020), deutscher Mathematiker und Parteifunktionär
- Schumann, Hubert (1941–2013), deutscher Übersetzer, Schriftsteller und Literaturkritiker
- Schumann, Ilse (1939–2000), deutsche Politikerin (SPD), MdB
- Schümann, Jannik (* 1992), deutscher Schauspieler und Synchronsprecher
- Schumann, Jochen (1930–2018), deutscher Wirtschaftswissenschaftler und Hochschullehrer
- Schümann, Jochen (* 1954), deutscher Segelsportler, Olympiasieger, Gewinner des America’s Cup
- Schumann, Johann Christoph Gottlob (1836–1900), deutscher Pädagoge, Seminardirektor, preußischer Regierungs- und Schulrat, Schriftsteller, Schul- und Lehrbuch-Autor
- Schumann, Johann Daniel (1714–1787), deutscher Schulmann und Prediger
- Schümann, Johann Joachim (1776–1861), deutscher Kapitän in Lübeck
- Schumann, Johannes (1782–1856), deutscher Bürgermeister und Politiker
- Schumann, Johannes (* 1881), deutscher Komponist und Musikerzieher
- Schumann, Jürgen (1940–1977), deutscher Pilot und Flugkapitän der Landshut, von PFLP-Terroristen ermordet
- Schümann, Jutta (* 1949), deutsche Politikerin (SPD), MdL
- Schumann, Kai (* 1976), deutscher SchauspielerKai Schumann (* 1976)

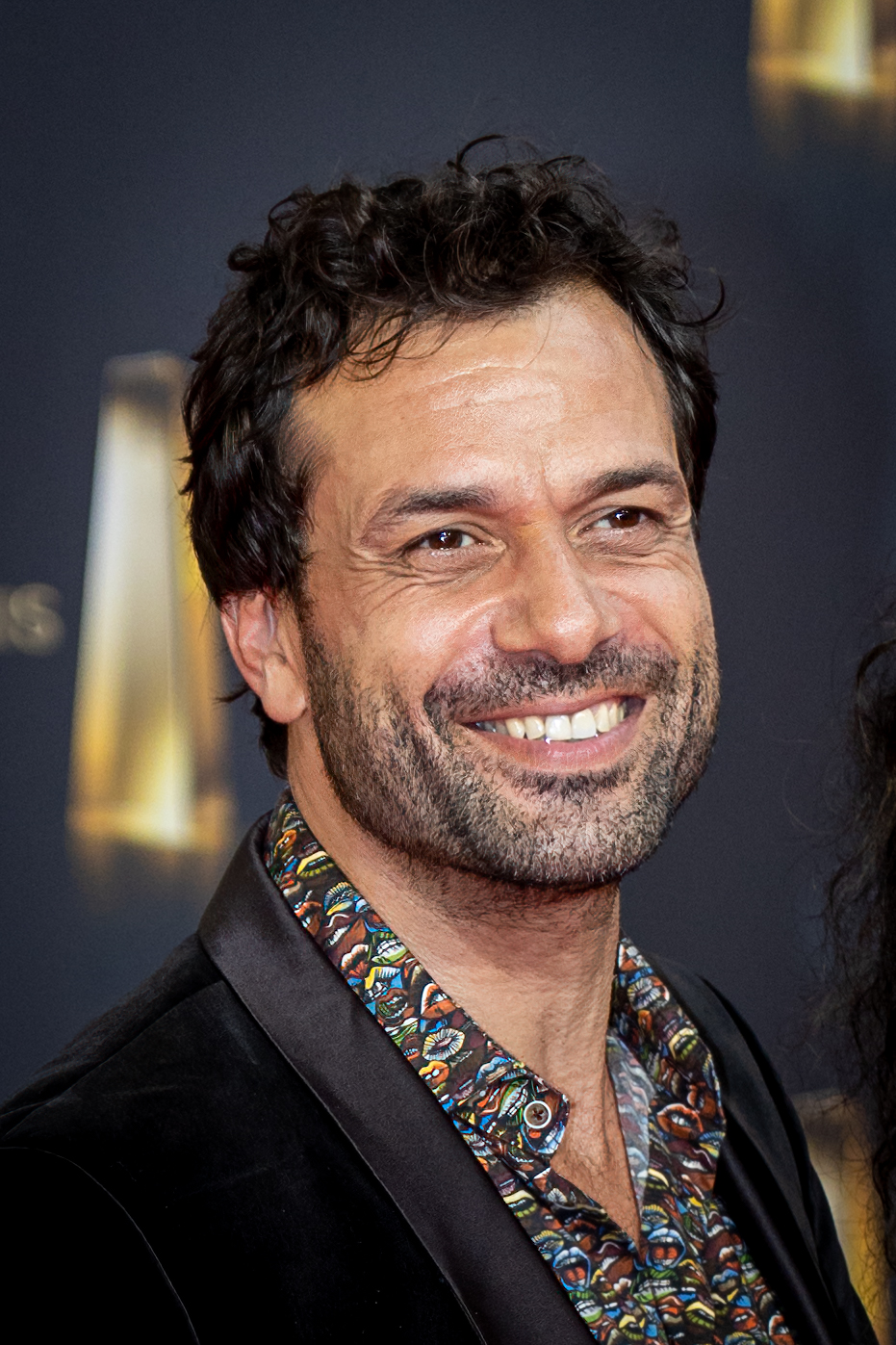
Kai Schumann (* 1976)

- Schumann, Karl F. (* 1941), deutscher Soziologe und Kriminologe
- Schumann, Karl Friedrich (1884–1945), deutscher Kommunalpolitiker der NSDAP
- Schumann, Karl Moritz (1851–1904), deutscher Botaniker
- Schumann, Karl-Heinz, deutscher Rugbyspieler
- Schumann, Karsten (* 1963), deutscher Sportwissenschaftler und Hochschullehrer
- Schumann, Kevin (* 1998), deutscher Boxer
- Schumann, Korinna (* 1966), österreichische Gewerkschaftsfunktionärin und Politikerin (SPÖ), Mitglied des BundesratesKorinna Schumann (* 1966)

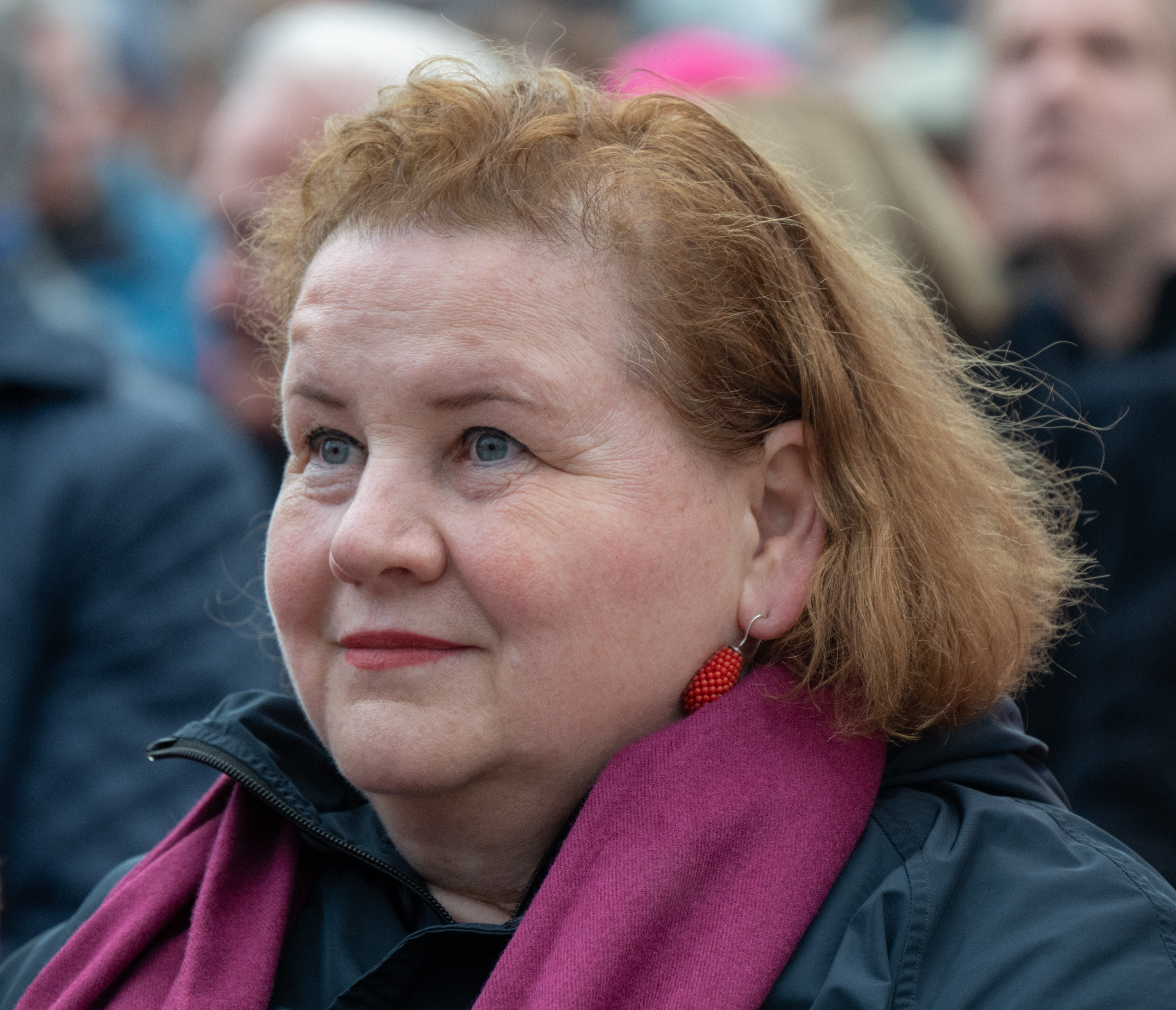
Korinna Schumann (* 1966)

- Schumann, Kurt (1885–1970), deutscher Reformpädagoge und sächsischer Heimatforscher
- Schumann, Kurt (* 1903), deutscher Landwirtschaftsfunktionär
- Schumann, Kurt (1908–1989), deutscher Jurist und NDPD-Funktionär
- Schümann, Lorenz (* 1992), deutscher Volleyball- und Beachvolleyballspieler
- Schumann, Manfred (* 1951), deutscher Leichtathlet und Bobfahrer
- Schumann, Margit (1952–2017), deutsche Rennrodlerin
- Schumann, Margot (1892–1975), deutsche Naturwissenschaftlerin und Begründerin der MTA-Ausbildung
- Schumann, Marie (1921–2017), deutsche Lokalpolitikerin (SPD), Hagen-Hohenlimburg
- Schumann, Marie-Cathérine (* 1983), deutsche Anästhesistin, Intensivmedizinerin und Feuerwehrsportlerin
- Schumann, Matthias (1851–1896), deutscher Statistiker
- Schumann, Matthias (* 1959), deutscher Wirtschaftsinformatiker
- Schümann, Matthias (* 1970), deutscher Autor
- Schumann, Maurice (1911–1998), französischer Politiker (MRP), Mitglied der Nationalversammlung
- Schumann, Max (1856–1942), deutscher Marinesanitätsoffizier
- Schümann, Max (1909–1945), deutscher Politiker (NSDAP)
- Schumann, Maximilian (1827–1889), preußischer Ingenieuroffizier
- Schumann, Michael (* 1937), deutscher Industriesoziologe
- Schumann, Michael (1946–2000), deutscher Philosoph und Politiker (SED, PDS), MdV, MdL, MdB
- Schumann, Nicolai (* 1992), deutscher American-Football-Spieler
- Schumann, Nils (* 1978), deutscher Mittelstreckenläufer und Olympiasieger
- Schumann, Norbert (1952–2011), deutscher Fußballspieler
- Schumann, Olaf Herbert (* 1938), deutscher evangelischer Theologe und Hochschullehrer
- Schumann, Oswald (1865–1939), deutscher Gewerkschafter und Politiker (SPD), MdR
- Schumann, Otto (1805–1869), deutscher Richter und Abgeordneter
- Schumann, Otto (1886–1952), deutscher SS-Gruppenführer und PolizeigeneralOtto Schumann (1886–1952)

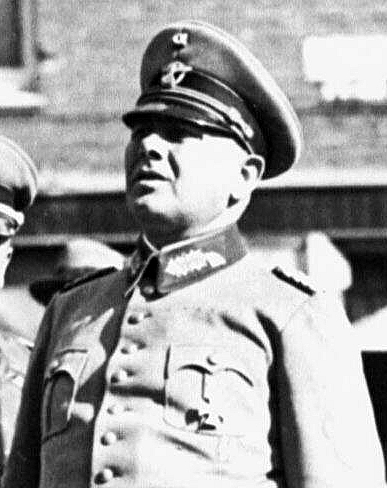
Otto Schumann (1886–1952)

- Schumann, Otto (1888–1950), deutscher Philologe und Pädagoge
- Schumann, Otto (1888–1945), deutscher Politiker (SPD), MdHB und Widerstandskämpfer gegen das NS-Regime
- Schumann, Otto (1897–1981), deutscher Musikwissenschaftler und Journalist
- Schumann, Otto (1903–1947), deutscher Politiker (KPD, SED), MdL (Sachsen-Anhalt 1946–1952)
- Schumann, Patricia (* 1975), dänische Schauspielerin
- Schumann, Paul (1855–1927), deutscher Kunsthistoriker
- Schumann, Paul (1884–1961), deutscher Tierarzt
- Schumann, Peter (* 1934), US-amerikanischer Theaterregisseur
- Schumann, Peter (* 1938), deutscher Fußballspieler
- Schumann, Peter B. (* 1941), deutscher Publizist
- Schumann, Philipp (* 1993), deutscher Volleyballspieler
- Schumann, Pierre (1917–2011), deutscher Bildhauer
- Schumann, Rainer (* 1964), deutscher Musiker, Schlagzeuger der Rockband Fury In The SlaughterhouseRainer Schumann (* 1964)
- Schümann, Rainer (* 1977), deutscher Fußballspieler
- Schumann, Ralf (* 1956), deutscher Politiker (Die Linke), MdBB
- Schumann, Ralf (* 1962), deutscher Sportschütze
- Schumann, Ralph (* 1966), deutscher Leichtathlet
- Schumann, Regine (* 1961), deutsche Malerin und Lichtkünstlerin
- Schumann, Renata (1934–2012), deutsche Schriftstellerin
- Schumann, Richard (1837–1897), deutscher evangelischer Geistlicher und Parlamentarier
- Schumann, Richard (1864–1945), deutsch-österreichischer Astronom und Geodät
- Schumann, Robert (1810–1856), deutscher Komponist der RomantikRobert Schumann (1810–1856)

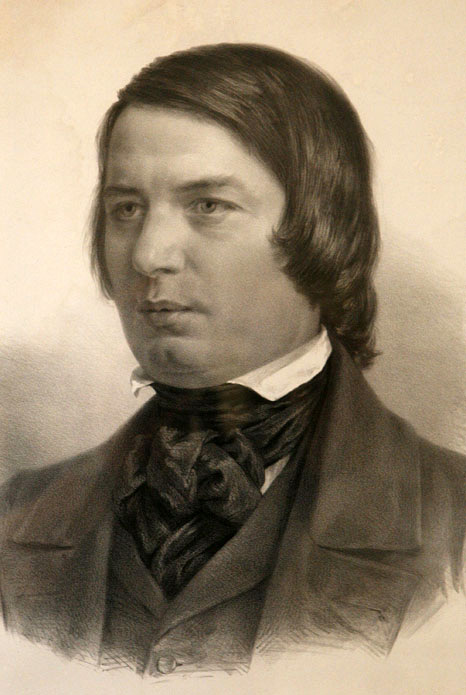
Robert Schumann (1810–1856)

- Schumann, Rosemarie (1940–2015), deutsche Historikerin und Autorin
- Schumann, Rudi (* 1947), deutscher Volleyballspieler
- Schumann, Rudolf (1895–1966), deutscher Volksschullehrer und Forscher
- Schumann, Samuel Friedrich (1795–1877), deutscher Jurist, Bürgermeister von Danzig
- Schumann, Sara-Ruth (1938–2014), stellvertretende Vorsitzende des Landesverbandes der Jüdischen Gemeinden von Niedersachsen und Vorsitzende der Jüdischen Gemeinde zu Oldenburg
- Schumann, Sarah (1933–2019), deutsche Malerin
- Schümann, Siegfried (1923–1974), deutscher Maler und Grafiker
- Schumann, Siegfried (* 1957), deutscher Politikwissenschaftler
- Schumann, Stefan, deutscher American-Football-Spieler
- Schumann, Stephen (* 2000), US-amerikanischer Nordischer Kombinierer
- Schumann, Tanja (* 1962), deutsche Synchronsprecherin und Schauspielerin
- Schumann, Theo (1928–1990), deutscher Jazz-Musiker und Bandleader in der DDR
- Schumann, Thomas B. (* 1950), deutscher Literaturwissenschaftler und Herausgeber
- Schumann, Ulrich (* 1945), deutscher Meteorologe
- Schumann, Ulrich Maximilian (* 1964), deutscher Kunst- und Architekturhistoriker
- Schümann, Ulrike (* 1973), deutsche Seglerin
- Schumann, Valentin senior († 1542), deutscher Buchdrucker und Buchhändler
- Schumann, Viktor (1841–1913), deutscher Physiker
- Schumann, Walter (1913–1958), US-amerikanischer Komponist
- Schumann, Walter (1927–2014), Schweizer Physiker und Hochschullehrer
- Schumann, Walter (* 1946), deutscher Polizeibeamter und Polizeipräsident
- Schumann, Walther (1903–1986), deutscher Verwaltungsjurist
- Schumann, Wilhelm (1795–1877), Landtagsabgeordneter Waldeck
- Schumann, Wilhelm (1896–1974), deutscher Politiker (KPD)
- Schumann, Wilhelm (* 1899), deutscher Politiker (NSDAP), MdR, MdL
- Schumann, Winfried Otto (1888–1974), deutscher PhysikerWinfried Otto Schumann (1888–1974)

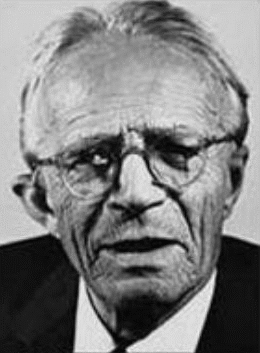
Winfried Otto Schumann (1888–1974)

- Schumann, Wolfgang (1887–1964), deutscher Schriftsteller
- Schumann, Wolfgang (1925–1991), deutscher Historiker
- Schumann, Wolfgang (1927–2012), deutscher Dirigent und Komponist
- Schumann, Wolfgang (* 1929), deutscher Politiker (SPD), MdL
- Schumann, Wolfgang (* 1949), deutsches Todesopfer an der innerdeutschen Grenze
- Schumann, Wolfgang (* 1957), deutscher Fußballspieler
- Schumann-Heink, Ernestine (1861–1936), österreichisch-amerikanische Opernsängerin (Alt)
- Schumann-Hettich, Marie (1841–1929), deutsche Pianistin, Klavierlehrerin und Komponistin
- Schumanow, Pawel (* 1968), bulgarischer Radsportler

#### Schumas
- Schumasqalijew, Nurbol (* 1981), kasachischer Fußballspieler

#### Schumat
- Schumatow, Ghalymbek (* 1952), kasachischer Schriftsteller und Dichter
- Schumatsky, Boris (* 1965), deutsch-russischer Schriftsteller und PublizistBoris Schumatsky (* 1965)

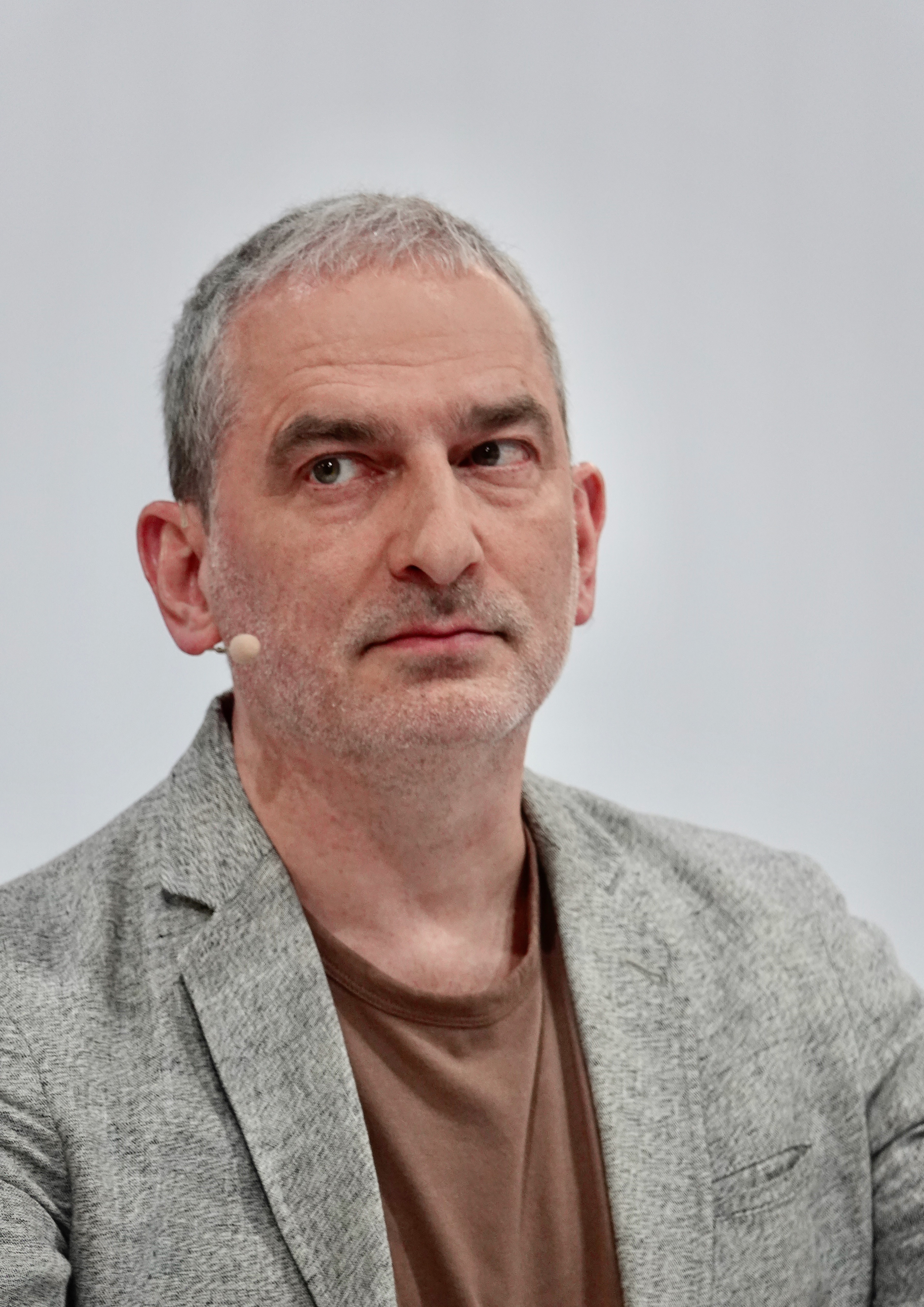
Boris Schumatsky (* 1965)

#### Schumau
- Schumau, Mikalaj (* 1994), belarussischer Radrennfahrer

#### Schumay
- Schumayyil, Schiblī (1850–1917), Arzt und Intellektueller im Osmanischen Reich

### Schumb
- Schumbarez, Oleksandr (* 2001), ukrainischer Nordischer Kombinierer
- Schumbarez, Witalij (* 1983), ukrainischer Skispringer
- Schumbrutzki, Norbert (* 1955), deutscher Fußballspieler
- Schumburg, Albert (1909–1967), deutscher Schwimmer
- Schumburg, Emil (1898–1961), deutscher Jurist, SS-Mitglied
- Schumburg, Wilhelm (1860–1928), deutscher Bakteriologe und Sanitätsoffizier

### Schumc
- Schümchen, Andreas (* 1964), deutscher Medienwissenschaftler und Hochschullehrer

### Schume
- Schümenow, Beibit (* 1983), kasachischer Boxer
- Schumer, Amy (* 1981), US-amerikanische Stand-Up-Comedienne, Schauspielerin und DrehbuchautorinAmy Schumer (* 1981)

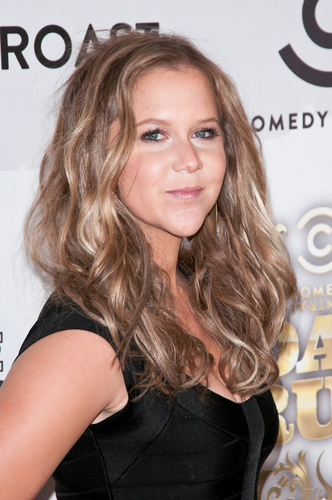
Amy Schumer (* 1981)

- Schumer, Chuck (* 1950), US-amerikanischer Politiker
- Schümer, Dirk (* 1962), deutscher Autor und Korrespondent
- Schümer, Georg (1873–1945), deutscher Politiker
- Schümer, Joana (* 1969), deutsche Schauspielerin
- Schumer, Stefan A. (* 1960), österreichischer Architekt
- Schumertl, Franz (1925–2004), deutscher Kommunalpolitiker (SPD)

### Schumi
- Schumi, Hans (1933–2017), österreichischer Politiker (ÖVP), Landtagsabgeordneter
- Schumi, JE (* 1984), österreichische Bildende Künstlerin
- Schumich, Simon (* 1985), österreichischer Betriebswirt und Autor
- Schümichen, Carl (1863–1933), deutscher Architekt
- Schumilin, Andrei Anatoljewitsch (1970–2022), russischer Ringer
- Schumilo, Anna (* 2004), kasachische Leichtathletin
- Schumilow, Michail Stepanowitsch (1895–1975), sowjetischer Generaloberst
- Schumilow, Pjotr Pawlowitsch (1901–1942), sowjetischer Erdölingenieur und Hochschullehrer
- Schumilow, Serhij (* 1992), ukrainischer Straßenradrennfahrer
- Schumilow, Tscheslaw Alexandrowitsch (* 1973), russischer Naturbahnrodler
- Schumilowa, Jekaterina Jewgenjewna (* 1986), russische Biathletin

### Schumj
- Schumjazki, Boris Sacharowitsch (1886–1938), sowjetischer Filmfunktionär

### Schumm
- Schumm, Carl Julius Wilhelm Ernst von (1794–1863), württembergischer Oberamtmann und Regierungspräsident
- Schumm, Eberhard (* 1943), deutscher Fußballspieler
- Schumm, Erich (1907–1979), deutscher Fabrikant und Erfinder von Esbit
- Schumm, Felix (* 1946), deutscher Lichenologe
- Schumm, Friedrich (1901–1933), deutscher Jurist und Opfer des Nationalsozialismus
- Schumm, Gustav (1889–1966), deutscher Sportfunktionär und ehemaliger Präsident, Rugby- und Fußballspieler des VfB Stuttgart
- Schumm, Hans (1896–1990), deutscher Schauspieler
- Schumm, Hans (1927–2007), deutscher Kommunalpolitiker
- Schumm, Harry (1877–1953), US-amerikanischer Stummfilmschauspieler
- Schumm, Julius (1899–1986), deutscher Polizist und Kommunalpolitiker
- Schumm, Karl (1900–1976), württembergischer Lehrer, Volkskundler, Autor und Archivar
- Schumm, Leopold (1878–1955), österreichischer Baumeister und Architekt
- Schumm, Otto (1874–1958), deutscher Chemiker und Pathologe
- Schumm, Peter (* 1942), deutscher Leichtathlet und mehrfacher Altersklassenmeister im Gehsport
- Schumm, Peter Franz (1765–1857), Landrat
- Schumm-Garling, Ursula (1938–2021), deutsche Soziologin
- Schumme, Lisa (* 1988), deutsche Schauspielerin
- Schummel, Johann Gottlieb (1748–1813), deutscher Schriftsteller
- Schummel, Theodor Emil (1786–1848), deutscher Lehrer, Botaniker und Entomologe
- Schümmelfeder, Josef (1891–1966), deutscher Fußballspieler
- Schümmer, Josef (1924–1978), deutscher Politiker (CDU), MdL
- Schummer, Raymond (1937–2009), luxemburgischer Ringer und Sportfunktionär
- Schummer, Uwe (* 1957), deutscher Politiker (CDU), MdB
- Schümmer, Wilhelm (1882–1930), deutscher Politiker (Zentrum)
- Schummert, Chris (* 1993), deutscher Popsänger

### Schumn
- Schumnig, Martin (* 1989), österreichischer Eishockeyspieler
- Schumny, Wladimir Konstantinowitsch (* 1934), ukrainisch-russischer Genetiker und Hochschullehrer

### Schumo
- Schumow, Ilja Stepanowitsch (1819–1881), russischer Schachspieler

### Schump
- Schumpe, Adrian (* 1953), deutscher Chemiker
- Schumpelick, Volker (1944–2022), deutscher Emeritus für Chirurgie in Aachen
- Schümperli, Rudolf (1907–1990), Schweizer Politiker
- Schumpeter, Joseph (1883–1950), österreichischer Ökonom und PublizistJoseph Schumpeter (1883–1950)

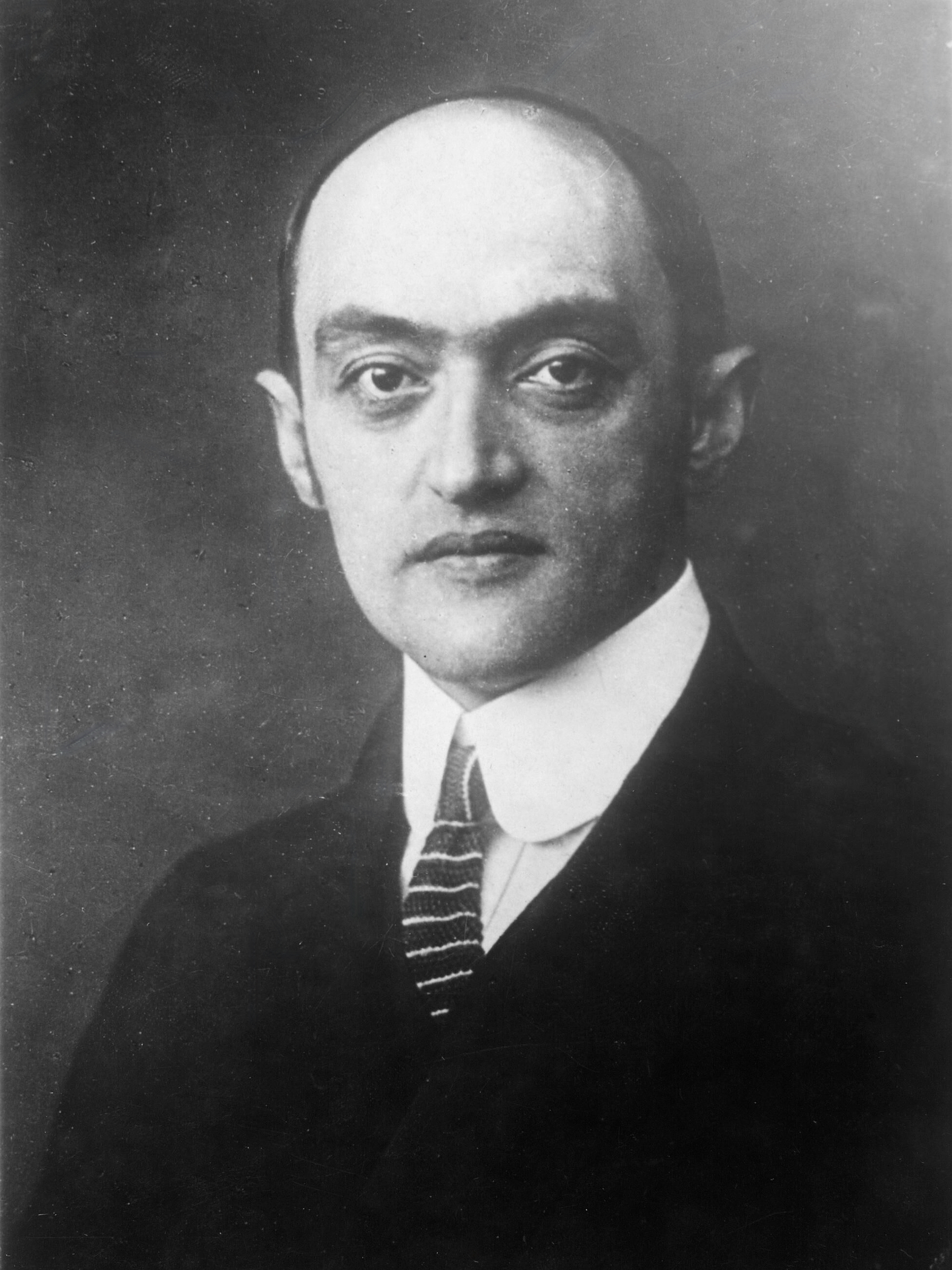
Joseph Schumpeter (1883–1950)

- Schumpf, Etienne (* 1985), Schweizer Politiker (FDP)

### Schums
- Schumski, Carolin (* 1985), deutsche Fußballspielerin
- Schumski, Juri Wassiljewitsch (1887–1954), sowjetischer Filmschauspieler und Theaterregisseur
- Schumskich, Alexei Alexejewitsch (* 1990), russischer Fußballspieler

### Schumy
- Schumy, Vinzenz (1878–1962), österreichischer Politiker (Landbund, ÖVP), Abgeordneter zum Nationalrat